# Église Saint-Lucien de Warluis
L'église Saint-Lucien est une église catholique paroissiale située à Warluis, dans l'Oise, en France. Elle réunit une nef unique du XIe siècle, simple salle rectangulaire, à un élégant clocher roman du premier tiers du XIIe siècle, situé au sud de la dernière travée de la nef, et un transept et une abside du début du XVIIe siècle. Ces parties orientales constituent un modeste ensemble d'un pur style gothique flamboyant, en décalage total avec l'architecture de la Renaissance tardive qui règne à la période de construction. En 1866, la nef fut prolongée d'une travée vers l'ouest, et l'édifice se développe ainsi tout en longueur. Il possède une série de vitraux intéressants du XIXe siècle, et également une verrière du début du XVIe siècle classée monument historique. L'église Saint-Lucien fut inscrite au titre des monuments historiques par arrêté du 25 juin 1986, et est aujourd'hui affiliée à la paroisse « Sainte Madeleine en Beauvaisis » dans le pôle Frédéric Ozanam de Beauvais-Sud. Pour connaitre les jours et horaires de messe voir https://www.messes.info/.

## Localisation
L'église Saint-Lucien se situe en France, en région Hauts-de-France et dans le département de l'Oise, sur la commune de Warluis, au centre du bourg, rue de l'Église, dans l'angle avec la rue des Écoles. L'élévation méridionale est alignée sur la rue de l'Église, et le chevet donne sur la rue des Écoles. La façade occidentale est précédée d'un petit parvis, et un étroit passage permet de passer entre l'élévation septentrionale de l'église et l'exploitation agricole voisine. Bien exposé à la vue, l'édifice est donc dégagé de toutes constructions mitoyennes, et l'on peut en faire le tour. Jusqu'en 1868, le cimetière entoure l'église. Il est ensuite transféré à son emplacement actuel, sur un terrain mis à disposition gracieusement par Remi Monnier, conseiller municipal.

## Histoire

### L'histoire de la paroisse

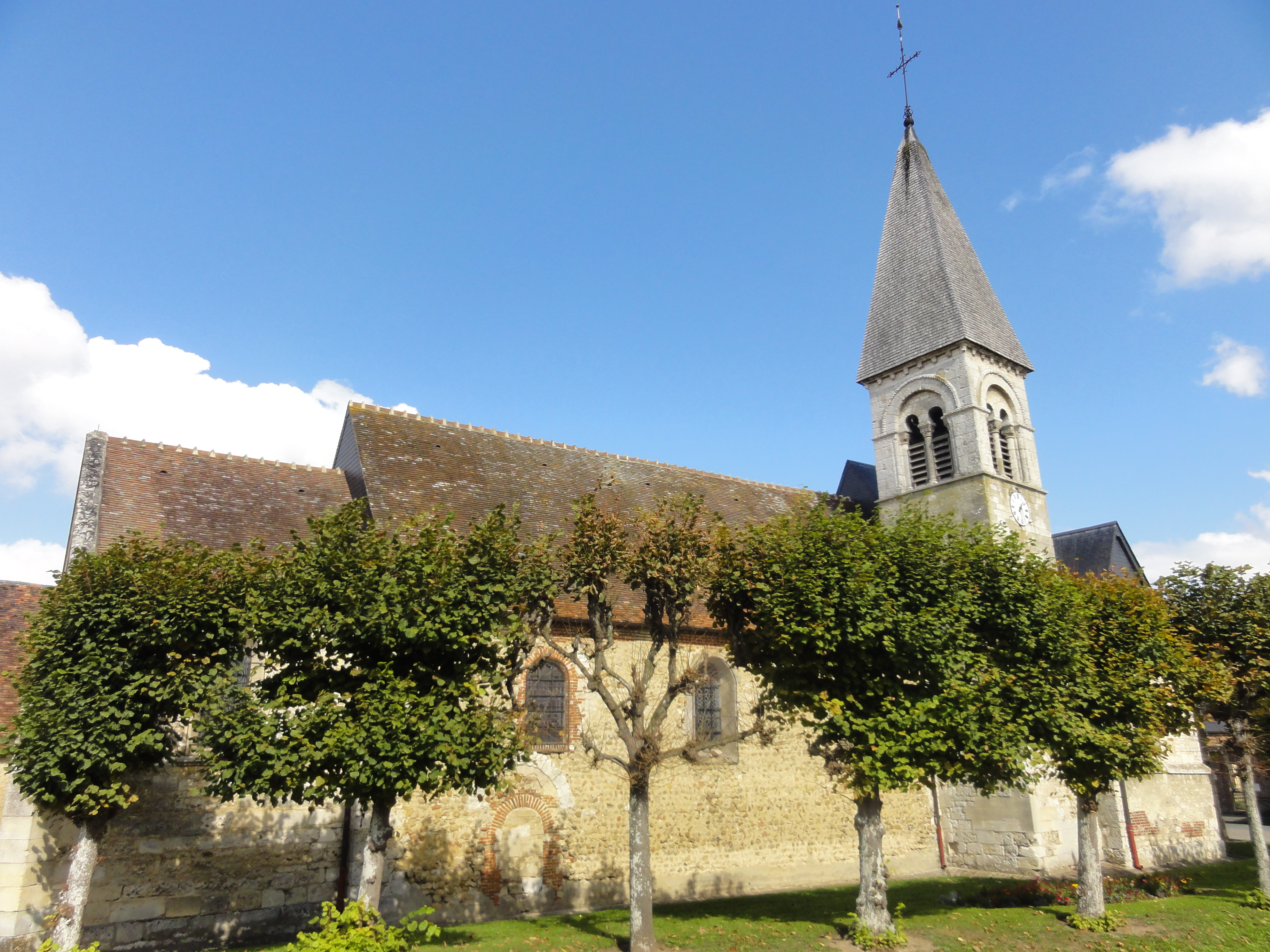
Vue depuis le sud.

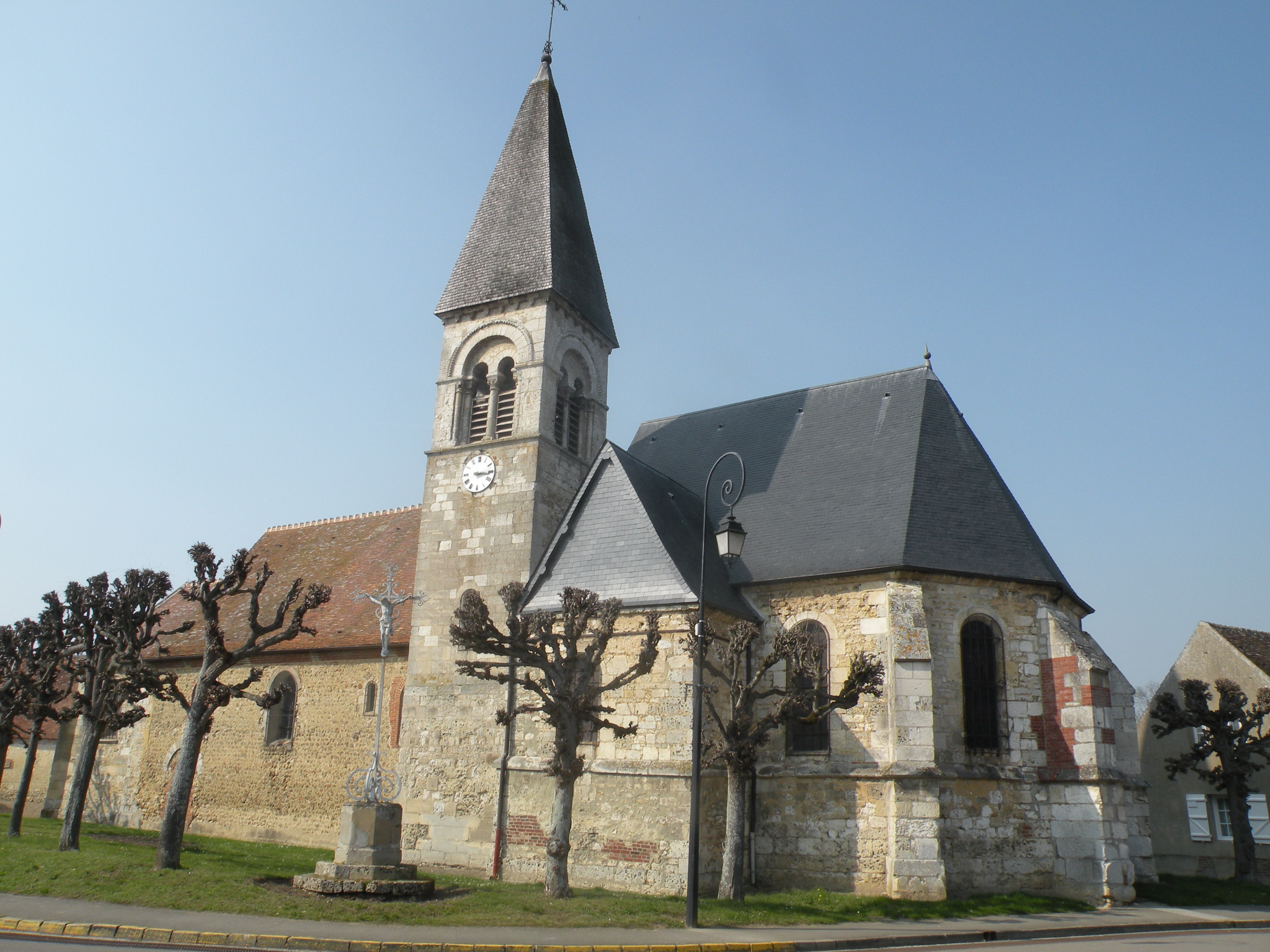
Vue depuis le sud-est.

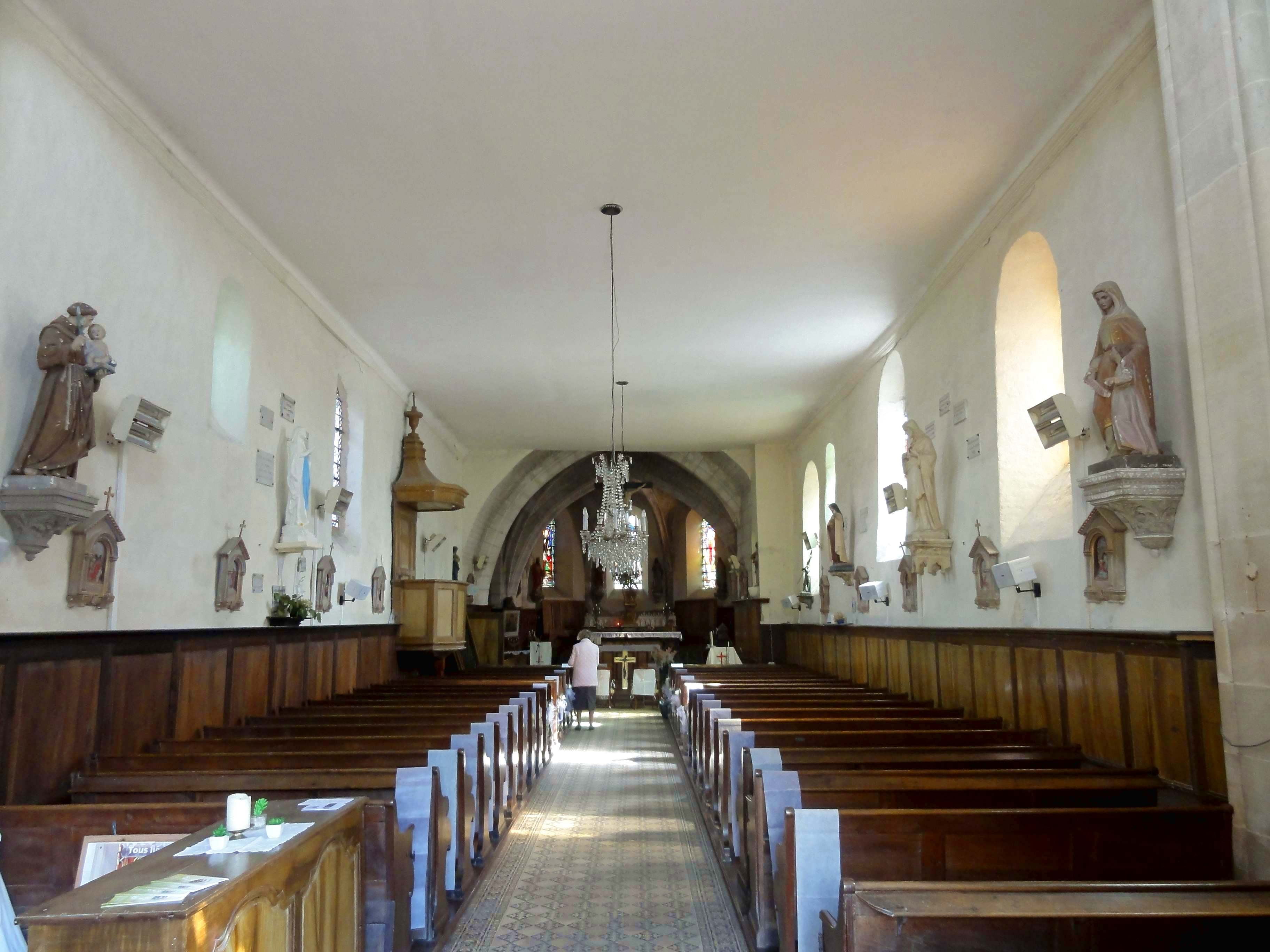
Vue intérieure générale.

L'église est dédiée à saint Lucien, apôtre du Beauvaisis. La seigneurie et la justice appartiennent primitivement à l'évêque de Beauvais. En raison des réclamations continuelles des habitants qui se plaignent des vexations que leur font endurer les officiers de l'évêque, il donne, en 1030, la seigneurie et la justice à l'abbaye Saint-Lucien de Beauvais. L'acte de donation cité par Pierre Louvet qualifie Warluis de vicariat, ce qui montre que la paroisse n'existe pas encore. En 1157, Henri de France, évêque de Beauvais, confirme la donation faite en 1030 et reconnaît à l'abbé de Saint-Lucien le droit de nommer à la cure. Entretemps, Warluis a donc été érigé en paroisse. Jusqu'en 1380, la charge du curé est assurée par l'un des religieux de l'abbaye. Les religieux bénédictins établissent une grande métairie à Warluis, qu'ils exploitent eux-mêmes, conformément aux préceptes de l'ordre. Près de la métairie, les religieux créent également une petite maladrerie, s'apparentant apparemment à un hôtel-Dieu, car des soins y sont prodigués gratuitement aux malades, aux voyageurs et aux pauvres mendiants. La métairie est considérée comme une dépendance de la maladrerie. Les deux établissements sont dirigés par un prieur au titre d'infirmier.
Vers 1615, sous l'impulsion de la baisse considérable des revenus de l'abbaye imputable au régime de la commende, les religieux quittent Warluis. En 1664, ils mettent les terres de Warluis en fermage. Le fermier est tenu de donner l'hospitalité aux mendiants et pauvres voyageurs dans l'ancien pavillon de la maladrerie. L'abbaye continue néanmoins de nommer l'un de ses procureurs ou régisseurs comme infirmier de Warluis jusqu'à la Révolution française, quand tous les biens de l'abbaye sont vendus aux enchères. Jusqu'à la fin de l'Ancien Régime, la paroisse de Warluis relève du doyenné de Mouchy, de l'archidiaconé de l'Clermont et du diocèse de Beauvais. Elle s'étend sur les hameaux de Merlemont, Bruneval, Parfondeval ou Saint-Arnoult, L'Épine et Eury. La chapelle de Merlemont est desservie par un vicaire. Aujourd'hui, l'église Saint-Lucien est affiliée à la paroisse « Sainte Madeleine en Beauvaisis » dans le pôle Frédéric Ozanam de Beauvais-Sud. Pour connaitre les jours et horaires de messe voir https://www.messes.info/.

### L'histoire de l'église
La partie la plus ancienne de l'église est la nef, que l'on peut dater du XIe siècle grâce à ses deux fenêtres d'origine à simple ébrasement (sans évasement extérieur) et son portail roman bouché au sud. À l'instar de la chapelle Saint-Séverin de Merlemont, l'église est primitivement dépourvue de clocher. Celui-ci n'est ajouté qu'au premier quart du XIIe siècle sur le modèle de Marissel, mais avec une baie unique par face. Dominique Vermand estime néanmoins qu'il s'agit d'une œuvre du même atelier. L'on ne sait rien sur le chœur roman. Il est remplacé, au début du XVIIe siècle, par un transept avec des croisillons peu profonds et une abside à cinq pans. Ces parties forment un ensemble cohérent de style gothique flamboyant, qui est pourtant passé de mode depuis le milieu du siècle précédent. D'après le comte d'Elbée, la construction est précédée de longs débats sur le partage des frais entre les habitants et les gros décimateurs, en l'occurrence l'abbaye Saint-Lucien et les seigneurs des divers petits fiefs se trouvant sur le territoire de la paroisse. En principe, ils sont tenus d'assumer seuls les frais de construction du chœur et de pourvoir à son entretien. Sur le contrefort au sud de l'abside, se lit l'inscription suivante : « L'AN DE GRACE MIL 6 ET QUATRE JE ESTÉ ASSIZE PAR GILLE MAUBORGNE JURÉ ARPENTEUR DE L'ÉPINE, RECEVEVR DE CE BATIMENT L'VN DES FONDATEVRS ; DE SON AGE 61 ». La clé de voûte de l'abside, sont gravés les mots : « Fecit le 3 juillet 1607 ». L'on peut ainsi fixer la période de construction entre 1604 et 1607.
En 1776, la pyramide de charpente recouverte de bardeaux qui coiffe le clocher, est faite à neuf par Martin Dumont, charpentier à Abbecourt, pour la somme de trente-sept livres. L'on ignore si elle remplace une pyramide de pierre. En 1828, l'église est équipée d'une sacristie. En 1866, le porche devenu vétuste est démoli, et la nef est prolongée vers l'ouest par une travée supplémentaire de style néo-roman. Les frais de construction sont pris en charge par le marquis Albéric de Gaudéchart. La voûte du croisillon nord, dite chapelle de la Vierge, est bâtie en 1888, et celle du croisillon sud, dite chapelle Saint-Joseph, en 1891, grâce aux dons de fidèles anonymes. Dominique Vermand attire l'attention sur les intéressants culs-de-lampe sculptés de ces chapelles, mais ce renseignement fourni par le comte d'Elbée donne à penser qu'il s'agisse en réalité de créations néo-gothiques, imitant parfaitement le style flamboyant. Lors d'une restauration, la plupart des chapiteaux des baies du clocher sont resculptés. L'église est inscrite au titre des monuments historiques par arrêté du 25 juin 1986. Elle possède par ailleurs plus d'une centaine de reliques provenant de l'abbaye de Saint-Paul-lès-Beauvais. En 1791, avant son départ pour émigration, la dernière abbesse confie le manuscrit contenant l'histoire de l'abbaye et les reliques du monastère à Mlle Lescuyer de Mival, la future madame de Vaudancourt. Elles restent dans sa famille, et sont offertes à la paroisse le 10 novembre 1882 par son arrière-petit fils, le comte d'Elbée. Les pièces les plus précieuses sont une épine de la Sainte Couronne ; un morceau du voile de la Vierge Marie ; une insigne relique de saint Lucien, dont une parcelle a été donnée à la cathédrale de Beauvais en 1901 ; et des reliques de saint Remi, de saint Louis, de saint Vincent de Paul, de saint Jean-François Régis, etc. Une partie de ces reliques a été authentifiée par Mgr François-Jean-Hyacinthe Feutrier, en 1827, et l'autre partie par Mgr Marie-Jean-Célestin Douais, le 9 décembre 1901.

## Description

### Aperçu général

Plan de l'église.

Orientée à peu près régulièrement, avec une légère déviation de l'axe vers le nord-est du côté du chevet, l'église répond à un plan cruciforme simple, sans bas-côtés. Sa nef unique se compose d'une travée néo-roman recouverte d'une fausse voûte en berceau ; de la nef romane du XIe siècle recouverte d'un plafond plat ; et d'une courte travée voûtée en berceau au nord du clocher. Les parties orientales se composent d'un transept, dont le croisillon sud est très peu profond, et d'une abside à cinq pas. Elles sont voûtées d'ogives. Dans son ensemble, le vaisseau central mesure 33 m de longueur dans l'œuvre. La largeur est de 6,60 m dans la nef et entre les murs droits de l'abside. La base du clocher communique avec la nef par une porte dissimulée, intégrée dans les boiseries. La sacristie occupe l'angle entre la nef et le croisillon nord. Le portail occidental constitue l'unique accès à l'église. Un portail roman bouché existe au sud de la nef. La travée néo-romane de la nef, la vieille nef et la croisée du transept avec l'abside sont munies de toitures à deux rampants, séparés par des pignons intermédiaires. Les croisillons possèdent des toits à deux rampants perpendiculaires à l'axe de l'édifice, avec des pignons au nord et au sud. La toiture de la nef est recouverte de tuiles plates ; les parties orientales, d'ardoise ; et la flèche du clocher, de bardeaux.

### Intérieur

#### Nef

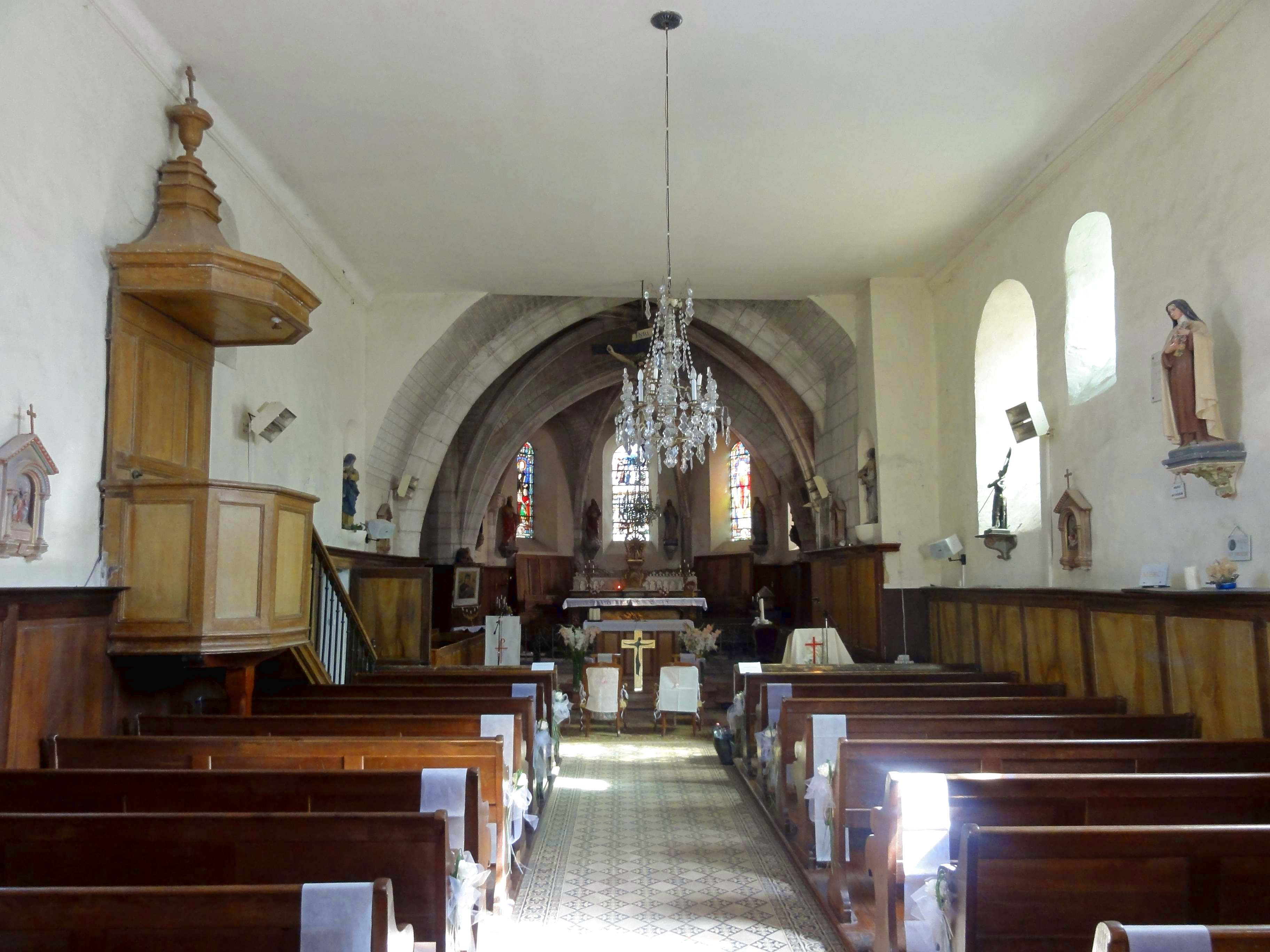
Nef, vue vers l'est.

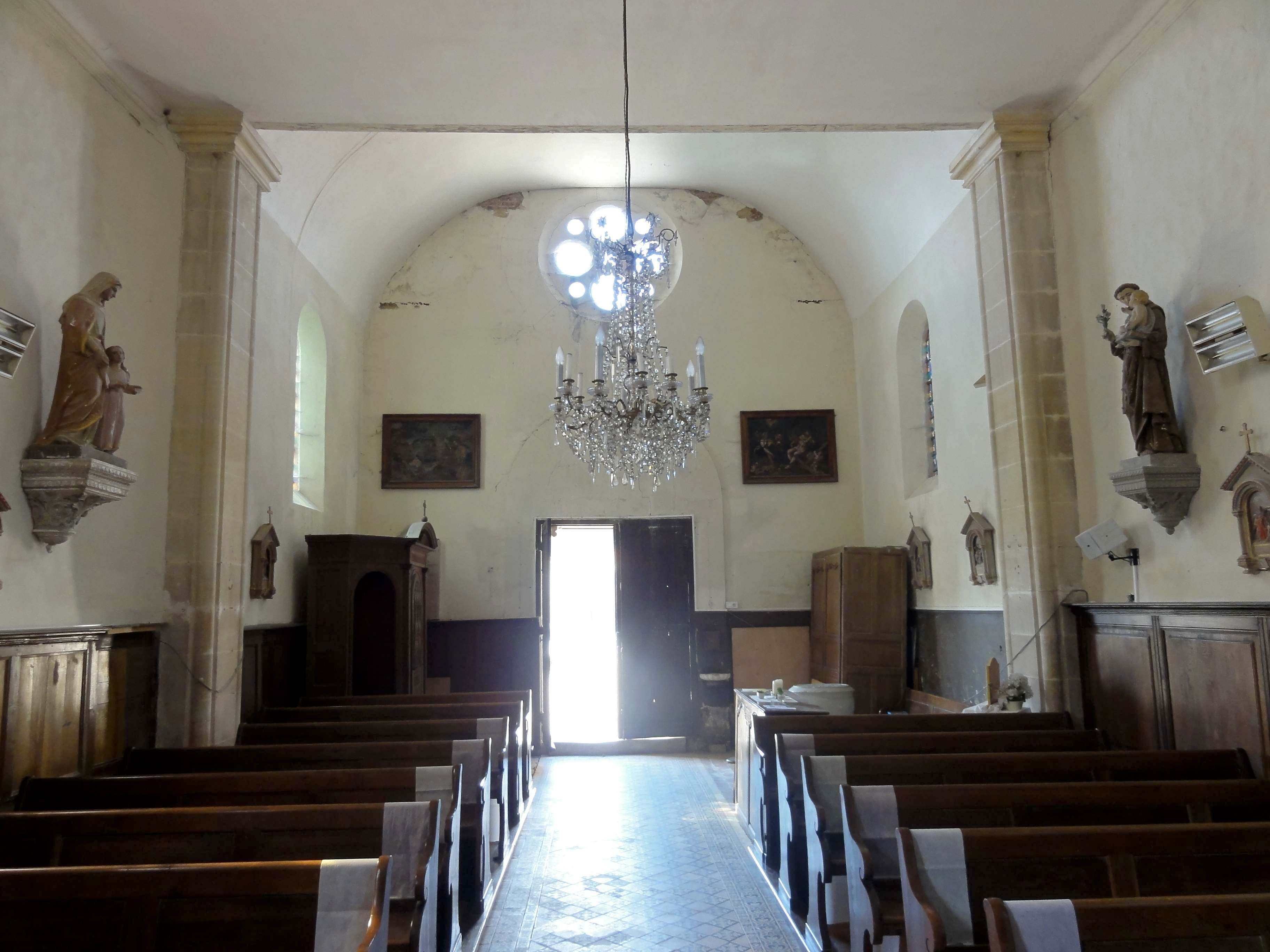
Nef, vue vers l'ouest.

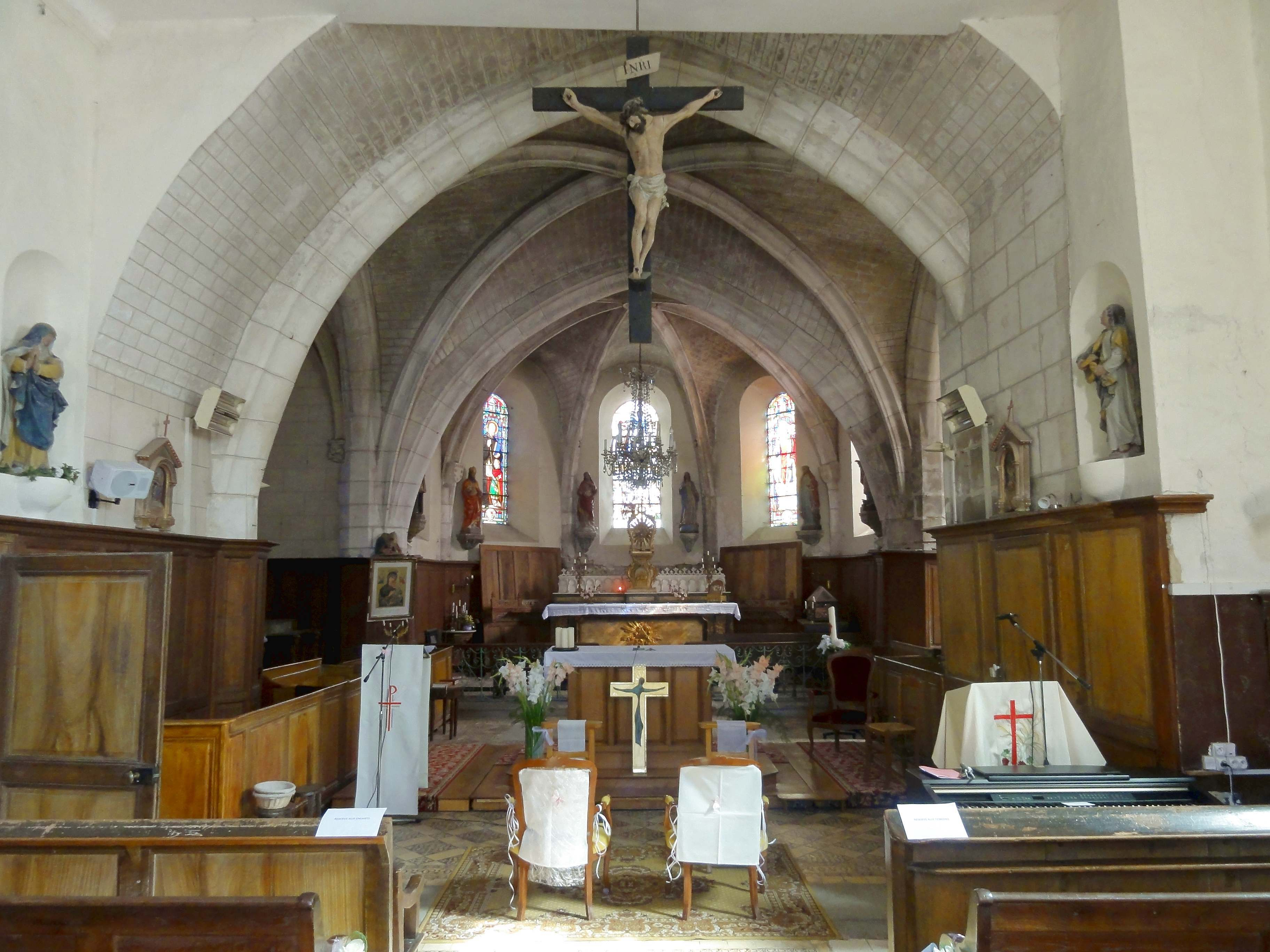
Nef, vue vers l'est dans le transept et l'abside.

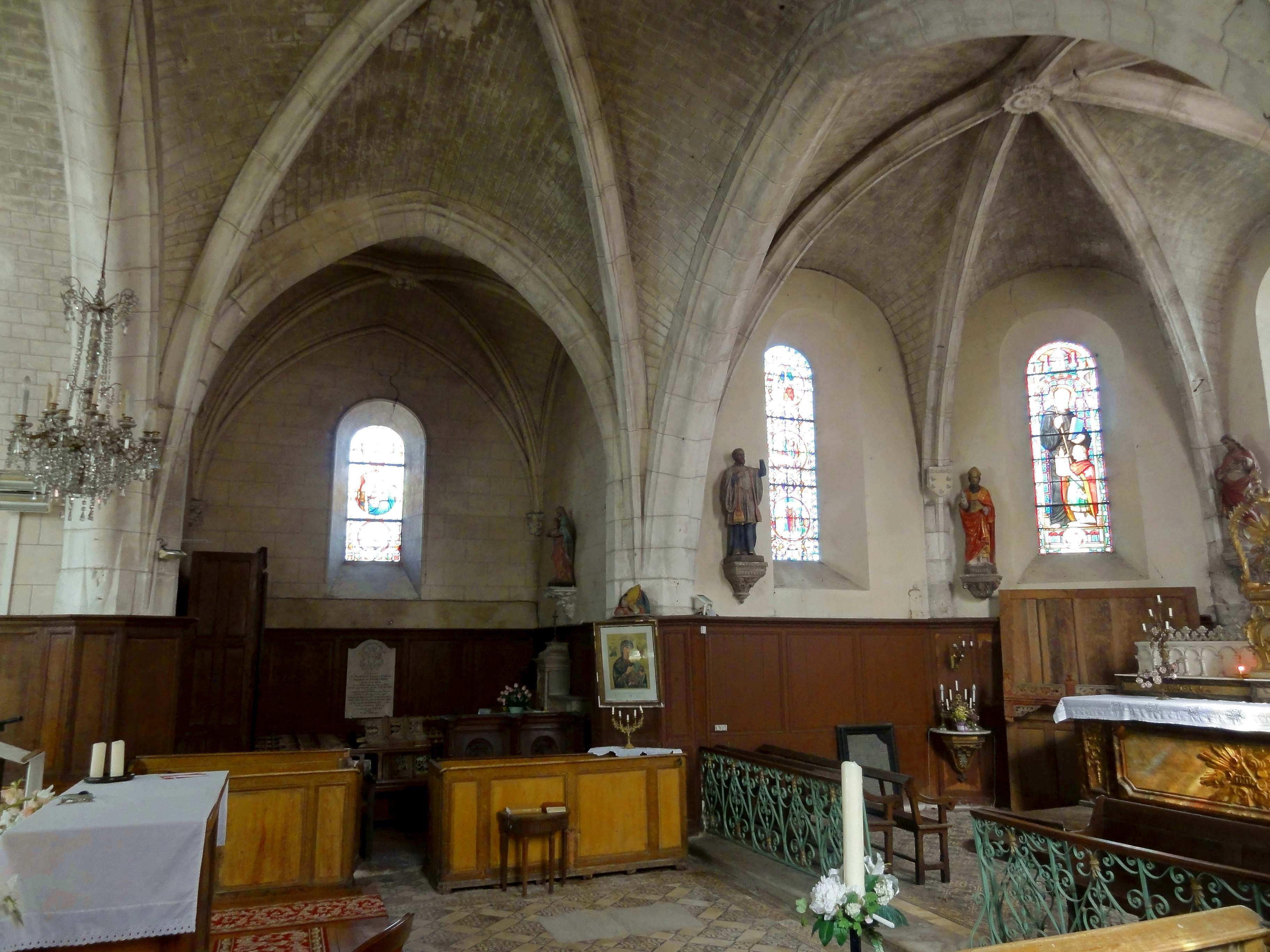
Abside, vue vers le nord.

La nef se présente comme une simple salle rectangulaire. Sur toute la longueur de l'allée centrale, le sol est pavé de carreaux de ciment à décor incrusté, qui devraient dater du prolongement de la nef en 1866. Les parties basses des murs sont revêtus de boiseries sous la forme de simples panneaux de fenestrages. Au-delà, les murs sont enduits et blanchis. À l'intersection entre la travée néo-romane et la partie ancienne, deux pilastres servent de support au pignon intermédiaire. Leurs angles sont adoucis par des tores, et leurs tailloirs sont moulurés d'une plate-bande, d'une baguette, d'un cavet et d'un filet. Ces détails suggèrent l'architecture gothique, mais il n'y a pas de chapiteaux. Les fenêtres sont en plein cintre, et s'ouvrent au-dessus d'un long glacis. Elles datent de deux époques différentes, ce qui explique leur répartition irrégulière, et leurs dimensions variées. Les fenêtres les plus petites, une au nord et une au sud, sont situées en haut des murs, et datent du XIe siècle. Selon Dominique Vermand, elles étaient initialement au nombre de trois de chaque côté. Primitivement, leurs ébrasements devaient être peints de motifs ornementaux. Les murs se terminent par une corniche moderne. La fausse voûte en berceau de la première travée contraste avec le plafond plat de la partie ancienne de la nef, qui facilite certainement le chauffage, mais coupe le sommet de la voûte de la travée au sud du clocher, et enlève à l'espace intérieur son caractère authentiquement roman. Initialement, la nef devait posséder une charpente apparente. À l'est, elle se rétrécit à droite du fait de la présencedu clocher. Une niche à statue est ménagée dans son mur près de l'angle nord-ouest ; une autre lui fait face au nord, au-dessus de la porte de la sacristie. La voûte en berceau de la travée au nord du clocher commence sans aucun arc-doubleau apparent. Étant donné que la voûte adopte le même tracé que les deux doubleaux transversaux de la croisée du transept, l'on peut supposer qu'elle date de la campagne de construction des parties orientales, entre 1604 et 1607. Néanmoins, dans l'église de Cramoisy, dont le clocher occupe un emplacement analogue, la travée au nord du clocher est également voûtée en berceau.

#### Transept et abside
Le transept et l'abside paraissent parfaitement homogènes, mais comme déjà signalé, les voûtes des chapelles datent seulement de la fin du XIXe siècle. L'absence de contreforts à l'extérieur des croisillons permet de supposer que ces deux travées n'étaient initialement pas prévues pour recevoir des voûtes. L'architecture des parties orientales n'affiche aucune ambition. Les proportions sont trapues, et la hauteur sous le sommet des voûtes est inférieure à la hauteur, ce qui n'est pas rare à la période flamboyante (Arthies, Fitz-James, nef nord de Saintines, Villaines-sous-Bois…). Les pourtours des fenêtres, en plein cintre, ne sont pas moulurés, et la voûte de l'abside est dépourvue de formerets, ce qui indique une construction à l'économique. Des formerets sont toutefois présents dans les croisillons, ce qui est rare pour les voûtes néo-gothiques des petites églises. Le profil torique des formerets ne cadre pas avec les profils flamboyants qui règnent sur les doubleaux et les ogives, et trahit une création du XIXe siècle. L'ensemble des voûtes est en arc brisé, alors que le plein cintre a fait son retour à la Renaissance, et finit par complètement évincer l'arc brisé au dernier quart du XVIe siècle.
Le profil des arc-doubleaux est d'un boudin entre deux gorges, ou autrement dit, d'une double doucine, flanquée de chaque côté d'une fine moulure concave. Selon Maryse Bideault et Claudine Lautier, ce profil ne se répand qu'au début du XVIe siècle. Avec de légères variations, il se rencontre également à Armancourt, Cléry-en-Vexin, Fitz-James, Serans, Survilliers et Vauréal. Les doubleaux se fondent directement dans les piédroits, qui sont non moulurés, à angles abattus, ce qui traduit encore une construction au rabais. Contrairement à la règle, les doubleaux ne retombent pas tous à la même hauteur, mais les doubleaux latéraux vers les croisillons retombent à un niveau supérieur aux autres. Les architectes gothiques préfèrent généralement de compenser la différence entre la hauteur et la largeur des travées en adaptant le tracé des arcades, plutôt que d'accepter une retombée à des niveaux différents dans les travées barlongues.
Les ogives du vaisseau central se présentent comme des arêtes saillantes, séparées des voûtains par de larges cavets, et profilés d'un listel entre deux fines moulures concaves sur l'intrados. Ce profil encore aigu est lui aussi typiquement flamboyant, et n'indique même pas la période flamboyante tardive, à partir des années 1540, quand les ogives perdent généralement leur acuité, et affichent souvent des angles émoussés. Dans la croisée du transept, les ogives pénètrent directement dans les piliers. Dans les angles de l'abside, elles se fondent dans des petits piliers cylindriques engagés dans le mur. Il n'y a pas de chapiteaux, mais un écusson est intégré dans l'ogive septentrionale, avant sa retombée. Elle affiche les armes de la famille de Gaudechart, d'argent à neuf merlettes de gueules en orle 4, 2, 2 et 1. Albéric de Gaudechart est le donateur des vitraux nord-est et sud-est de l'abside en 1868. Les ogives des croisillons accusent un profil légèrement différent, plus complexe. Elles sont reçues sur de minces tailloirs à angle abattu, profilés d'un tore, et portés par des personnages accroupis, généralement des hommes, des chanoines ou des moines encapuchonnés, portant des livres ou tendant des phylactères. Les mêmes tailloirs et personnages existent dans les bas-côtés de Nointel, équipées de fausses voûtes d'ogives système Colas (Amiens) par l'architecte senlisien Philippe Bruslé au cours des années 1870.

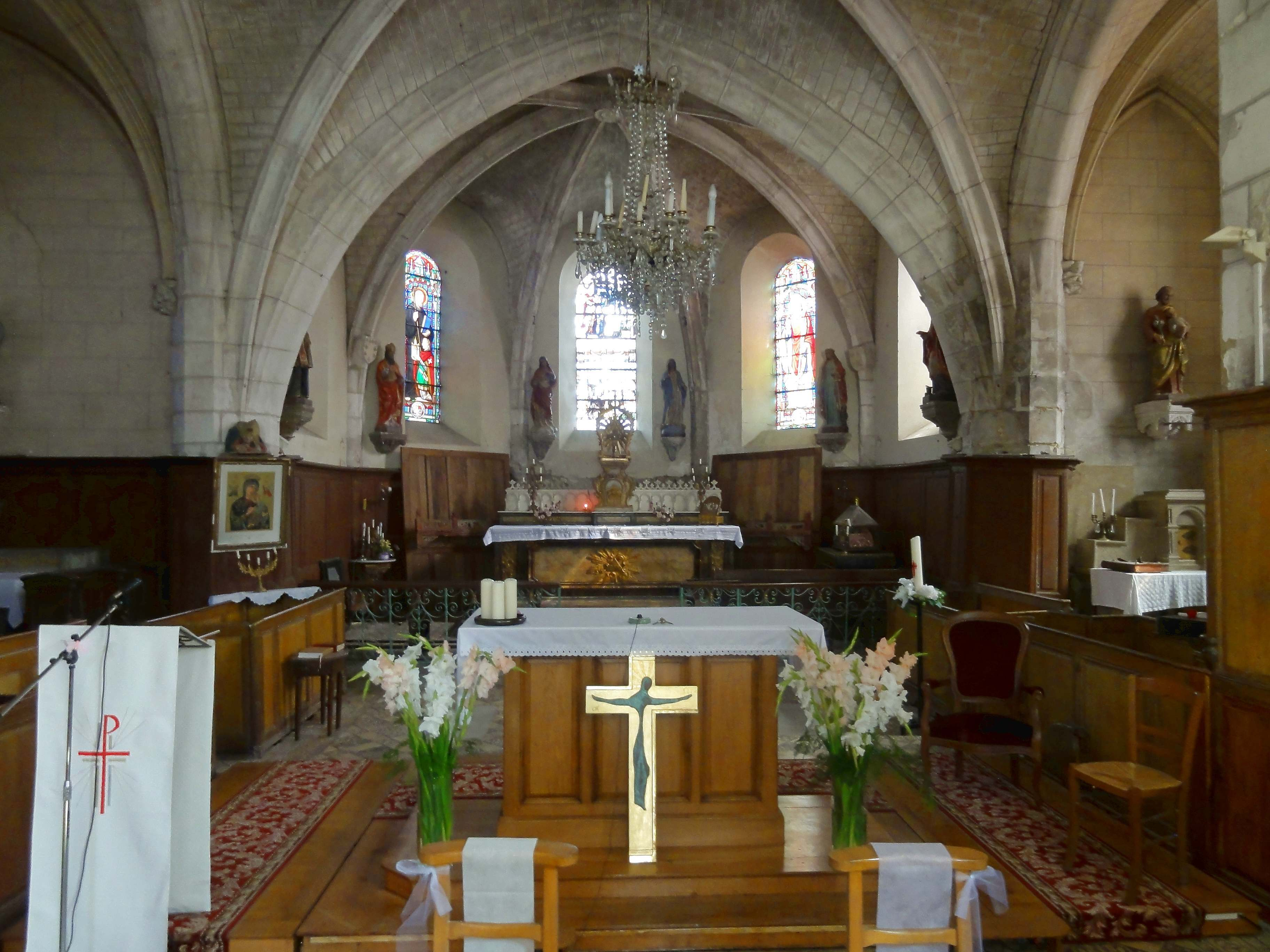
Transept, vue vers l'est.
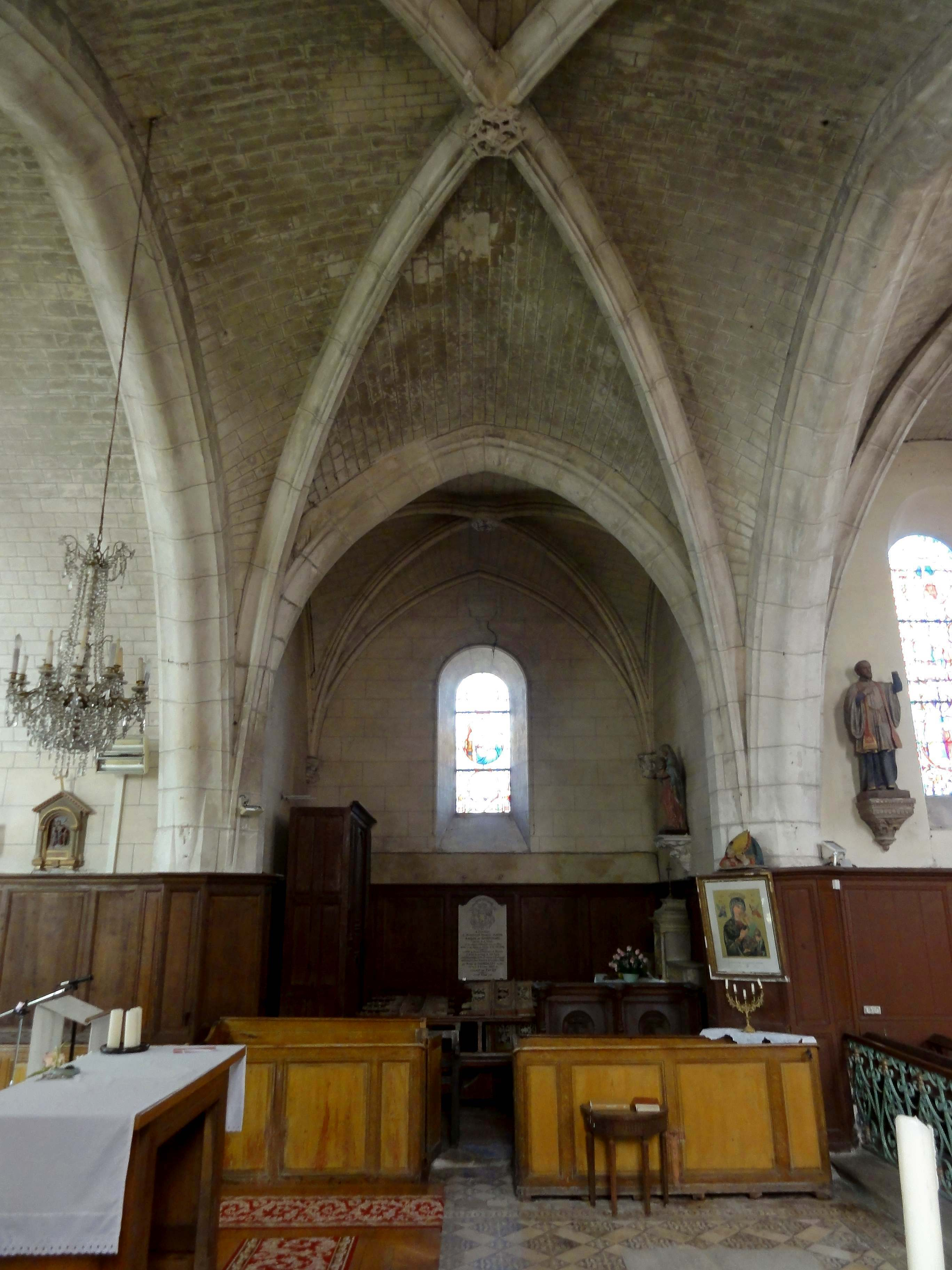
Croisée, vue vers le nord.
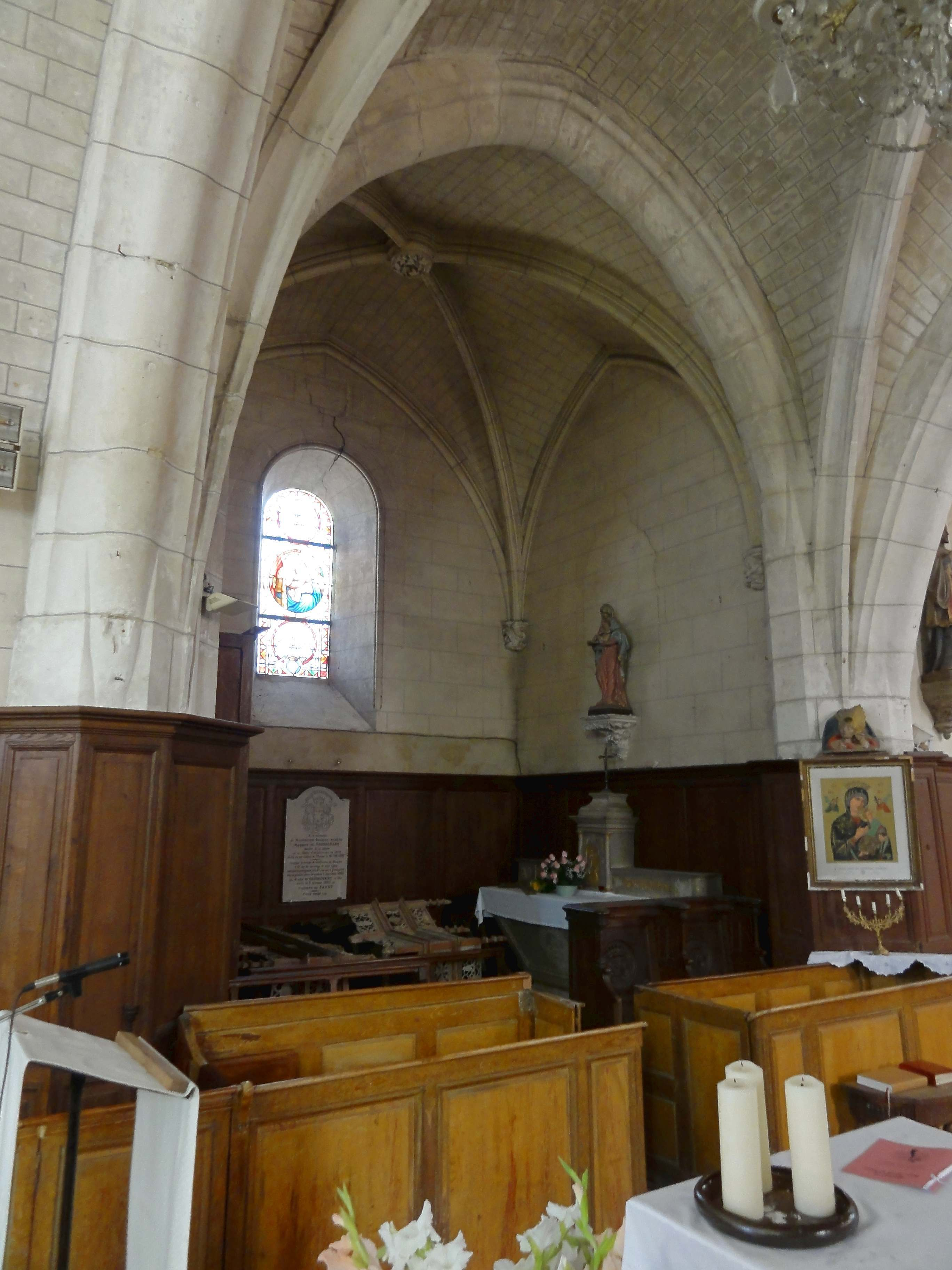
Vue dans la chapelle de la Vierge.
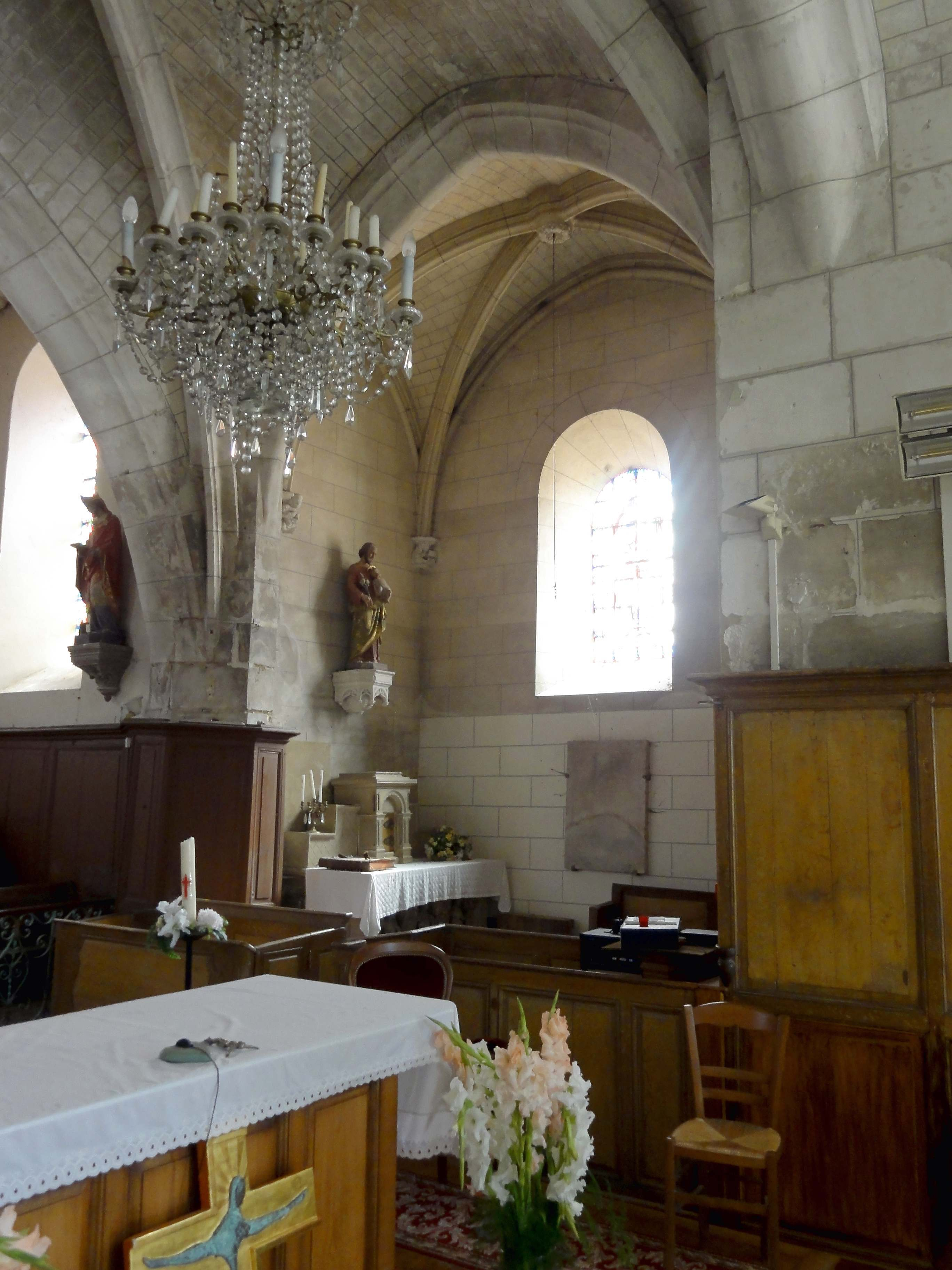
Vue dans la chapelle Saint-Joseph.
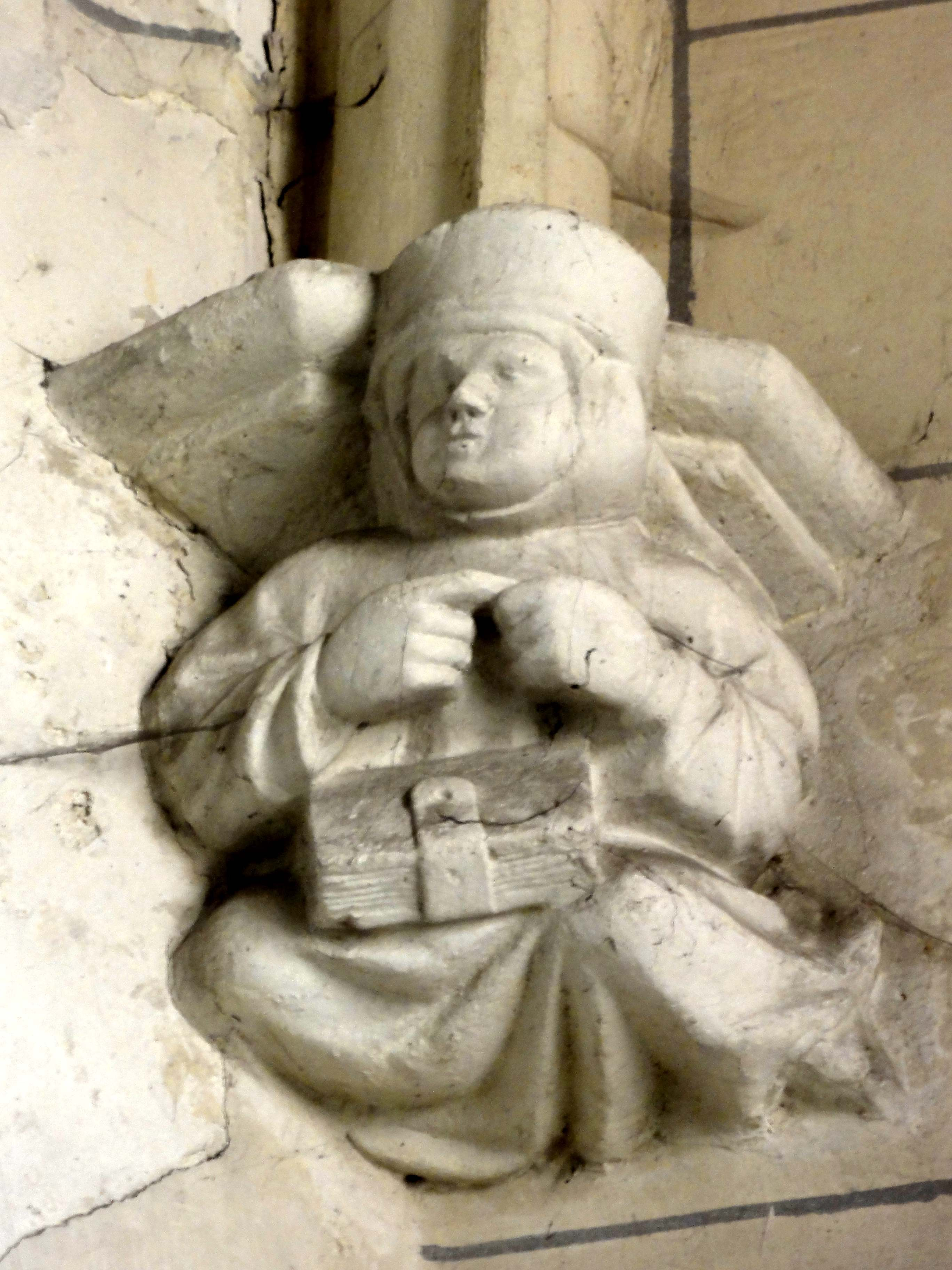
Cul-de-lampe néo-gothique.
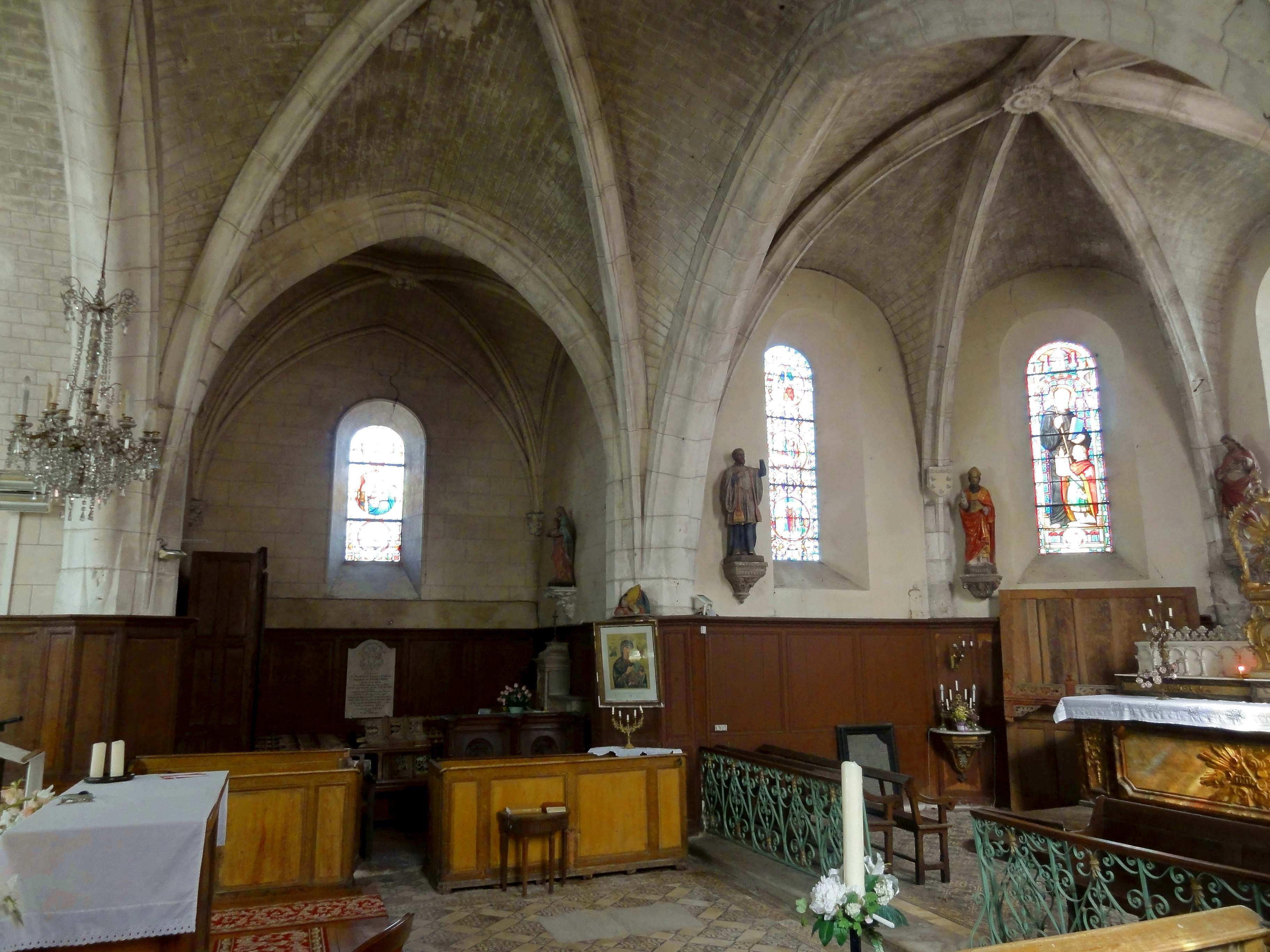
Vue vers le nord.

### Extérieur

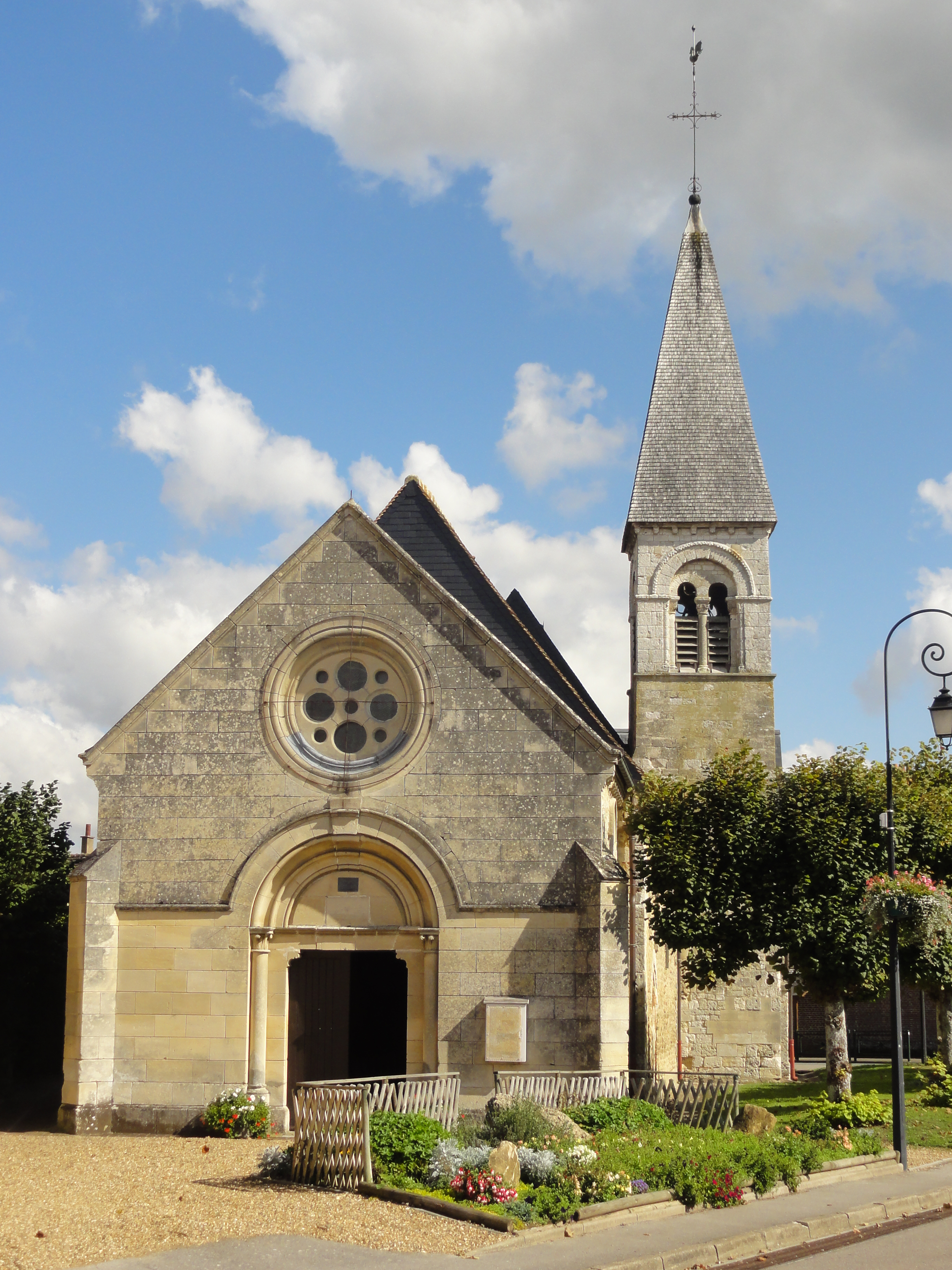
Façade occidentale.

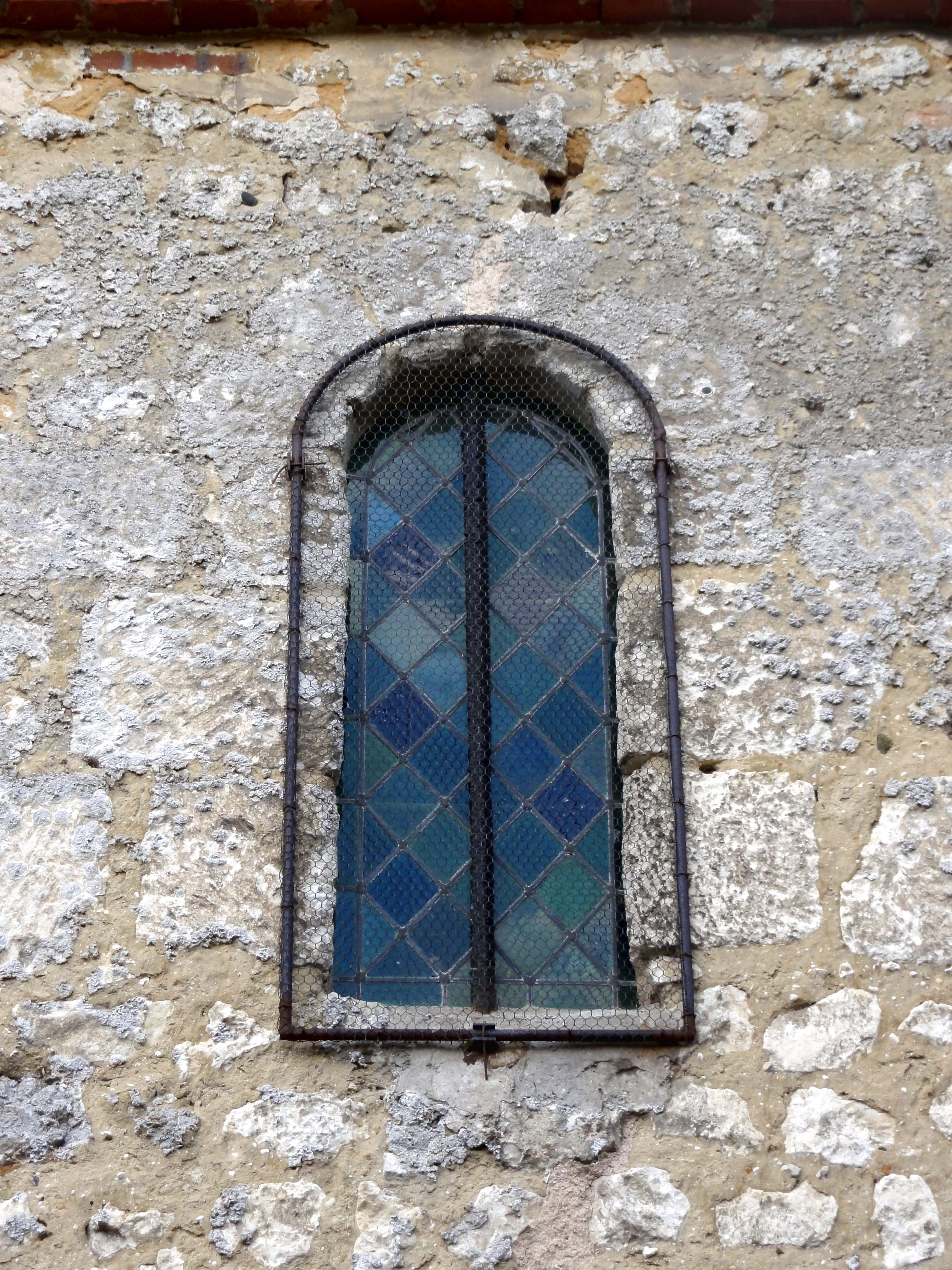
Fenêtre romane au nord.

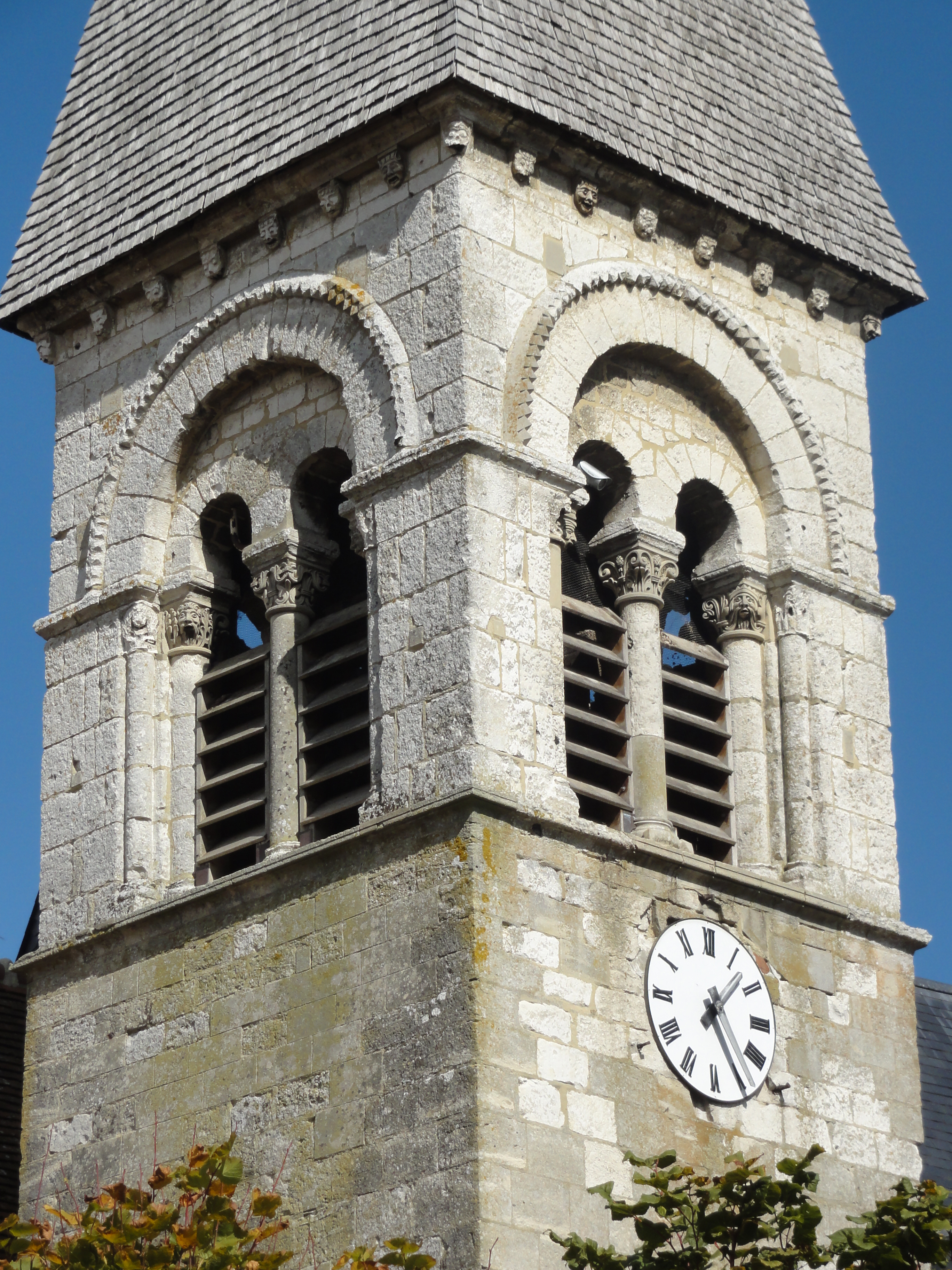
Clocher, vue depuis le sud-ouest.

La façade néo-romane est soigneusement appareillée en pierre de taille, et ne pèche pas par une surabondance du décor sculpté, contrairement au clocher néo-roman de Bresles par exemple, édifié treize ans plus tôt. L'on note seulement des incohérences stylistiques, telles que les contreforts biais, qui n'apparaissent qu'à l'approche du milieu du XVIe siècle, ou la clé d'arc proéminente, qui est un trait de l'architecture néo-classique. Pour le reste, le portail évoque davantage la première période gothique que la période romane. Ceci vaut pour les deux colonnes aux chapiteaux de crochets qui cantonnent le portail ; pour toute la modénature, basé pour l'essentiel sur le tore ; aussi bien que pour la rosace au-dessus de la porte, qui s'apparente à ses homologues de Cinqueux et Rieux, qui datent de la première période gothique. Les murs latéraux de la travée de 1866 paraissent avoir été réalisés avec des matériaux de récupération, avec des moellons regroupés en fonction de leur taille et quelques assises en pierres de moyen appareil, ce qui les rapproche beaucoup plus des techniques de construction du XIIe siècle que la façade, et les fait paraître authentiques. Tout à fait différents sont les murs gouttereaux de la vieille nef romane, qui sont bâtis en petits moellons noyés dans un mortier, à l'instar de la plupart des nefs du Beauvaisis du XIe siècle. Souvent, les moellons sont des pastoureaux provenant d'édifices gallo-romains démolis. De l'ancien portai latéral sud, ne reste plus qu'un arc en plein cintre engagé dans le mur. Il est constitué d'un rang de claveaux en pierre de taille. Le portail avait été remplacé par une petite porte en brique, qui a été murée à son tour. Les deux fenêtres primitives sont sans ébrasement extérieur, et entourées de pierres de taille. Le nombre de claveaux est inégal : huit au sud, dont une brique, et deux ou trois au nord, où les claveaux sont échancrés pour donner une archivolte en plein cintre. La corniche en briques, et les fenêtres plus grandes, pour partie entourées de briques, datent de l'époque moderne.
Le clocher occupe la position inhabituelle au sud de l'avant-chœur ou dernière travée de la nef. Généralement, les clochers du XIIe et du XIIIe siècle du Beauvaisis et du Vexin français s'élèvent au-dessus de la croisée du transept, ce qui permet de les contrebuter efficacement par les travées adjacentes, mais a pour inconvénient de fortes piles qui encombrent l'entrée du chœur, et entravent la visibilité du sanctuaire depuis la nef des fidèles. À Béthisy-Saint-Martin, Cramoisy, Fontenay-en-Parisis, Frouville, Nesles-la-Vallée, Raray, et Villers-Saint-Frambourg, le clocher se situe au sud du chœur. À Auger-Saint-Vincent, Bruyères-sur-Oise et Saint-Pierre de Pontpoint, l'on trouve un clocher latéral au nord du chœur. Dans le cas d'un plan basilical, deux clochers peuvent flanquer le chœur, comme à Morienval et potentiellement à Rhuis. Exceptionnelle est la totale absence de contreforts, même au niveau du rez-de-chaussée, comme à Cramoisy et Laigneville. La tour est entièrement bâtie en pierres d'appareil provenant des carrières de Montreuil-sur-Thérain, et se compose de trois niveaux, dont seul l'étage de beffroi est décoré. En dessous, une petite baie en plein cintre du côté sud constitue l'unique ouverture. Les baies de l'étage de beffroi prennent appui sur un bandeau mouluré d'un filet et d'un tore. Il y a une baie par face, qui est subdivisée en deux étroites arcades par une colonnette centrale supportant un tympan, comme à Allonne, Auger-Saint-Vincent, Auvillers, Béthisy-Saint-Martin, Bonneuil-en-Valois, Catenoy, Cauffry, Chamant, Frocourt, Frouville, Jaux, Glaignes, Labruyère, Marissel (tour centrale), Marolles, Ménévillers, Morienval (tour occidentale), Néry, Orrouy, Saintines et Saint-Vaast-de-Longmont.
Auvillers, Frouville et Warluis sont les seuls cas où il n'y a pas deux baies géminées par face, mais une seule. Auvillers et Frouville ont des flèches de pierre. Sur les clochers les plus simples parmi cette série, il n'y a pas d'autres colonnettes que la colonnette centrale, ou les baies ne sont cantonnées que de colonnettes uniques de chaque côté, comme à Auvillers, Catenoy, Chament, Heilles, Jaux et Marissel : le lien de parenté entre les clochers de Marissel et Warluis n'est pas aussi évident que ne l'affirme Dominique Vermand. À Warluis, les baies sont cantonnées de deux colonnettes de chaque côté, dont une pour l'archivolte, qui n'est pas moulurée, mais surmontée d'un cordon de têtes de clous et de dents-de-scie, et une pour le tympan. Avec la colonnette médiane, l'on relève donc cinq colonnettes à chapiteaux par baie. C'est également le cas à Allonne, Auger-Saint-Vincent, Béthisy-Saint-Martin, Frouville, Glaignes, Morienval, Néry, Orrouy et Saintines, mais à Néry et Saintines, les baies sont déjà en arc brisé. À Cauffry et Marolles, il y a deux colonnettes en plus par baie. Les colonnettes médianes sont monolithiques ; les autres sont appareillés. Les chapiteaux sont sculptés de palmettes et de monstres aux angles. Seuls les chapiteaux des colonnettes extérieures sont encore authentiques. Les tailloirs sont des tablettes continues qui vont tout autour du clocher. Ils accusent une plate-bande décomposée en deux filets, un listel et un cavet. Les murs se terminent par une corniche reposant sur huit têtes grimaçantes par face, dont deux aux angles. Certaines ont été refaites.
Les parties orientales se distinguent par la haute toiture d'ardoise du vaisseau central, qui se fait le reflet de l'importance de cette partie de l'église en tant que lieu de la célébration eucharistique. Pour le reste, cette partie de l'église paraît bien pauvre, et n'affiche aucune ambition architecturale, encore moins que l'espace intérieur. L'on est très loin de la splendeur de l'abbatiale Saint-Lucien de Beauvais, qui pouvait se mesurer avec une cathédrale. Le décor sculpté fait entièrement défaut, et les murs sont de tout-venant, la pierre de taille étant réservée aux contreforts, au larmier qui court à la limite des allèges, et aux pourtours des baies. Le larmier ainsi que les contreforts, qui s'amortissent par un glacis formant larmier, semblent nettement gothiques, et la datation du début du XVIIe siècle surprend tout aussi bien que pour les voûtes du vaisseau central. Après tout, il n'est pas exclu que les travaux entre 1604 et 1607 portent uniquement sur des réparations à la suite des guerres de religion de la seconde moitié du XVIe siècle.

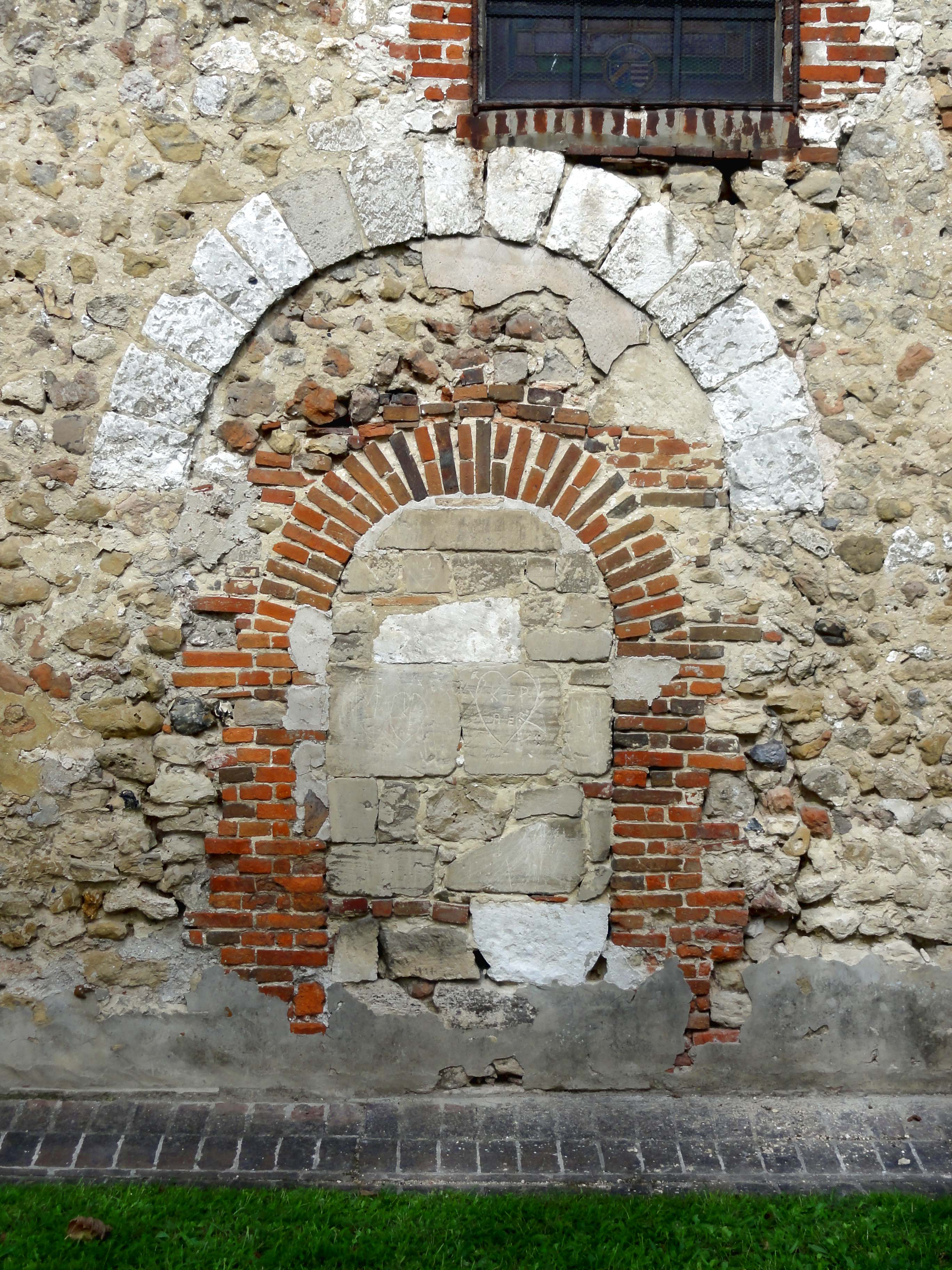
Ancien portail roman au sud de la nef.
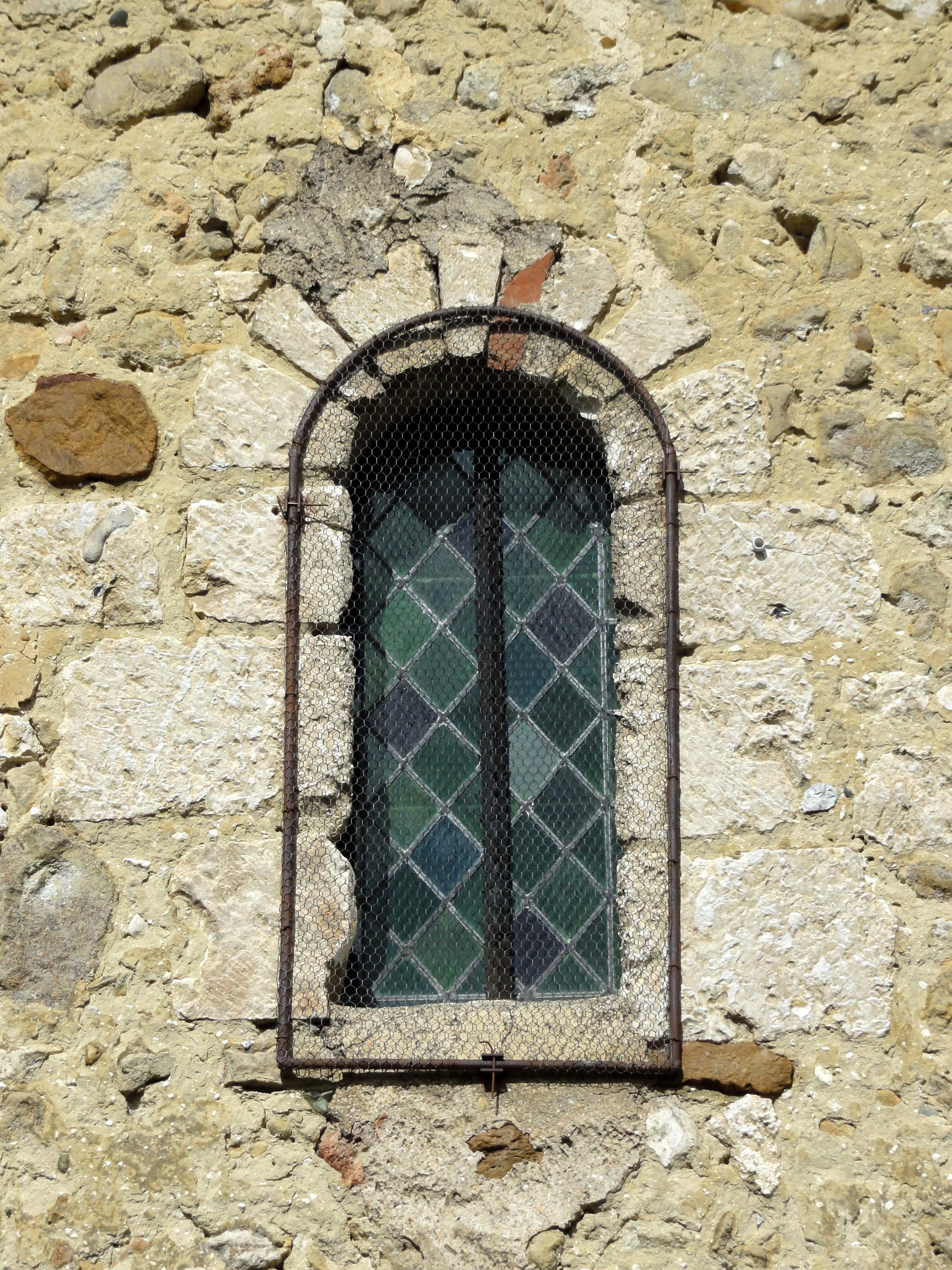
Fenêtre romane au sud de la nef.
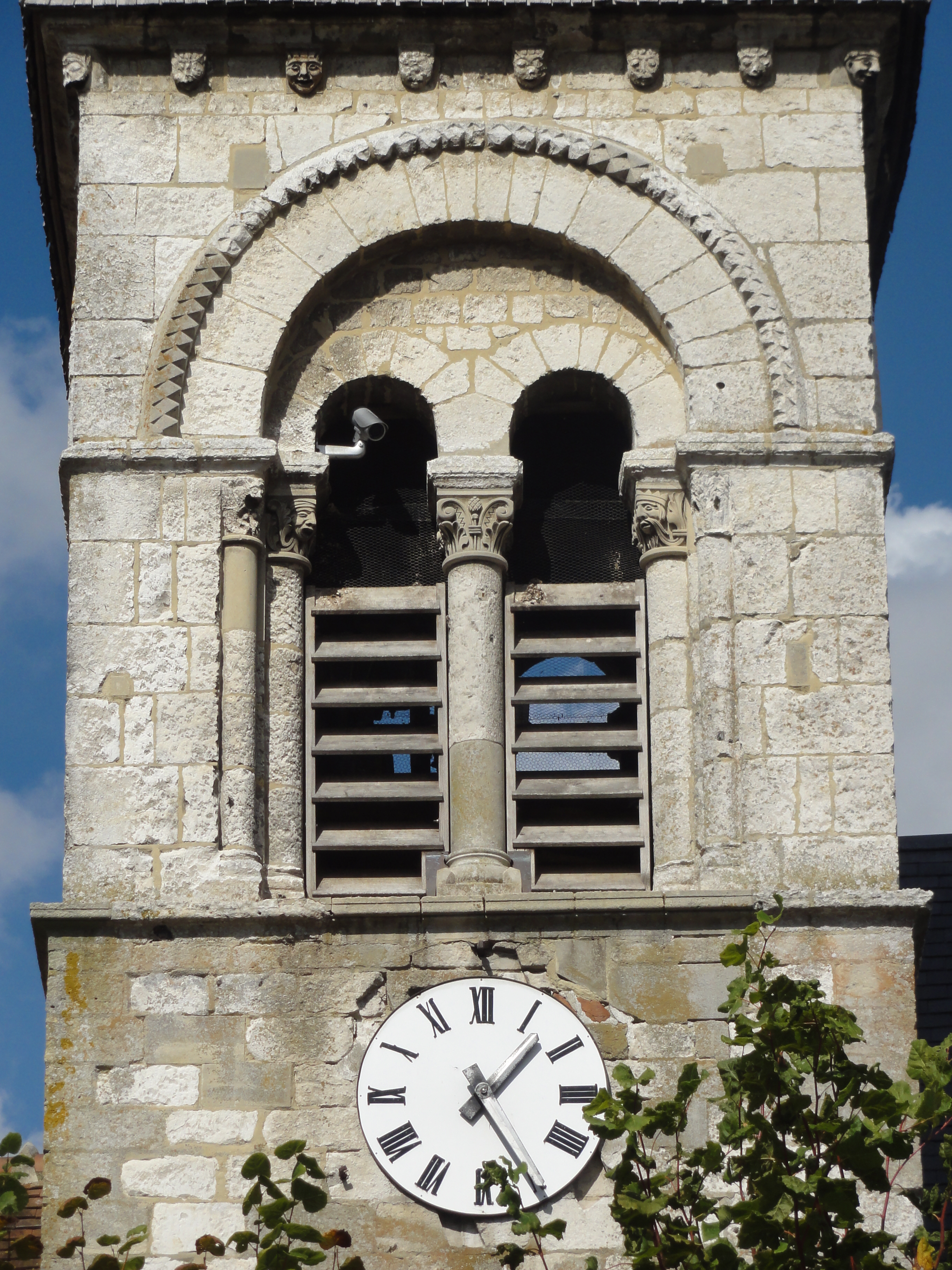
Clocher, étage de beffroi, côté sud.
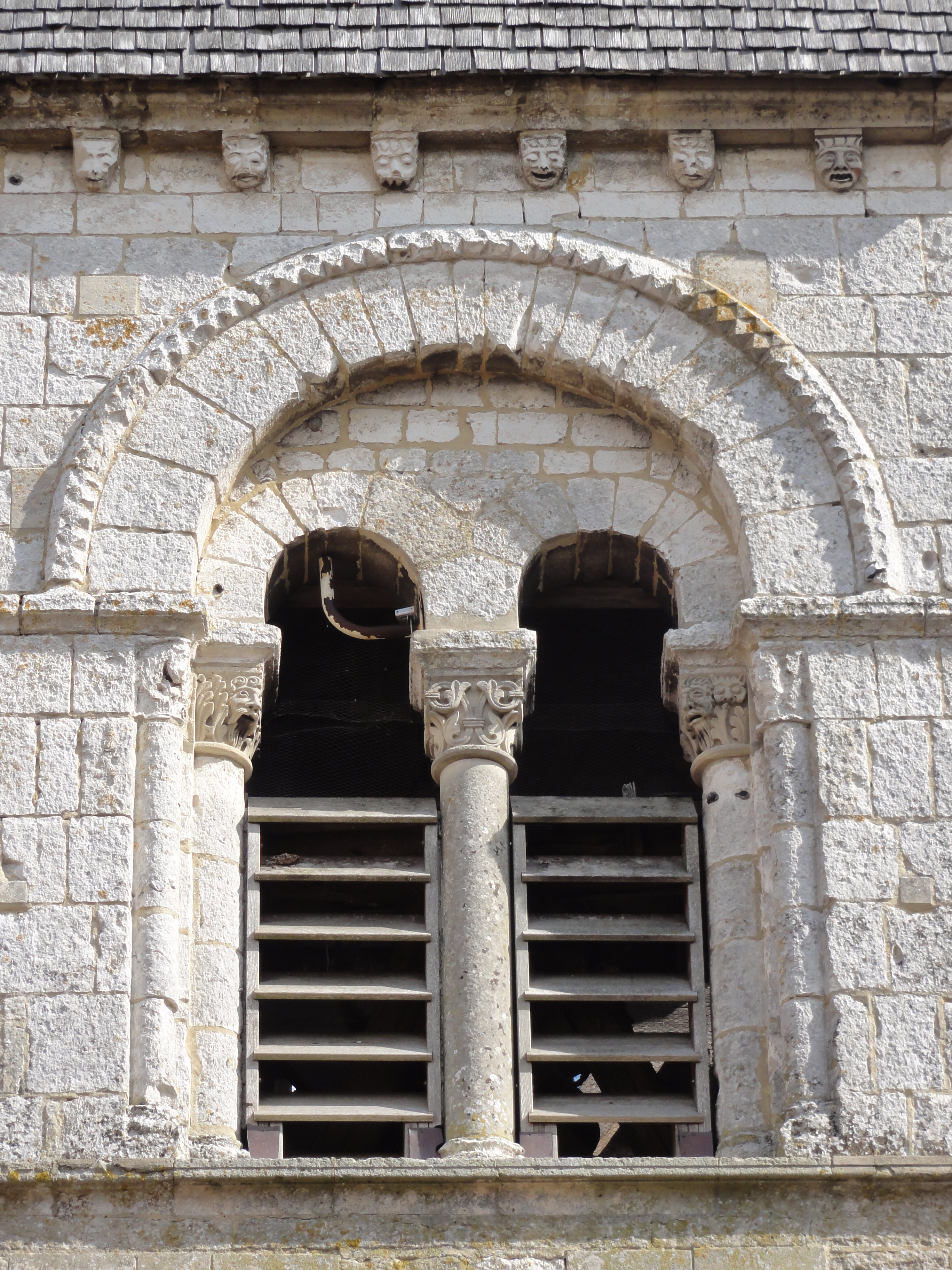
Clocher, étage de beffroi, côté ouest.
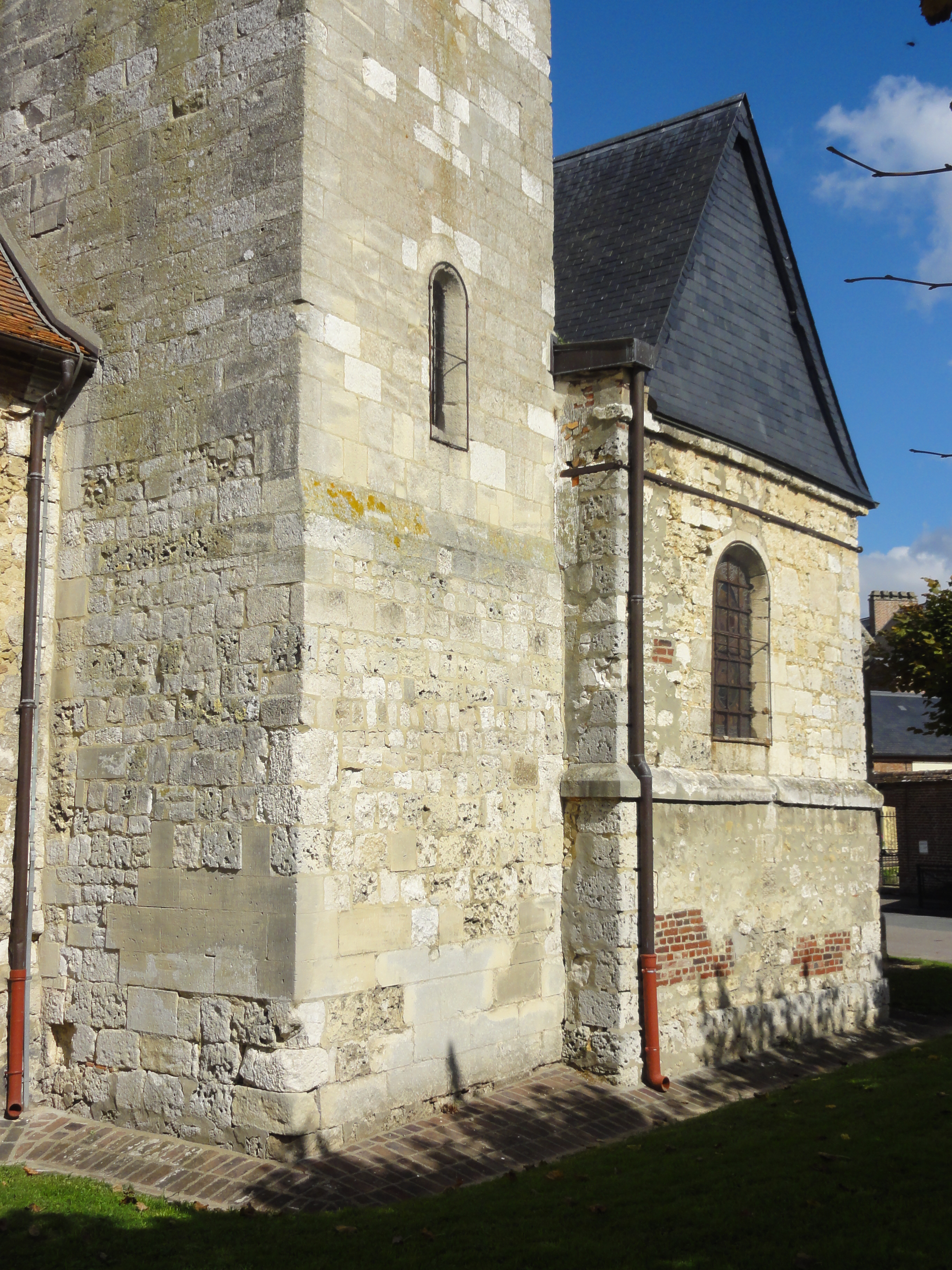
Base du clocher et croisillon sud.
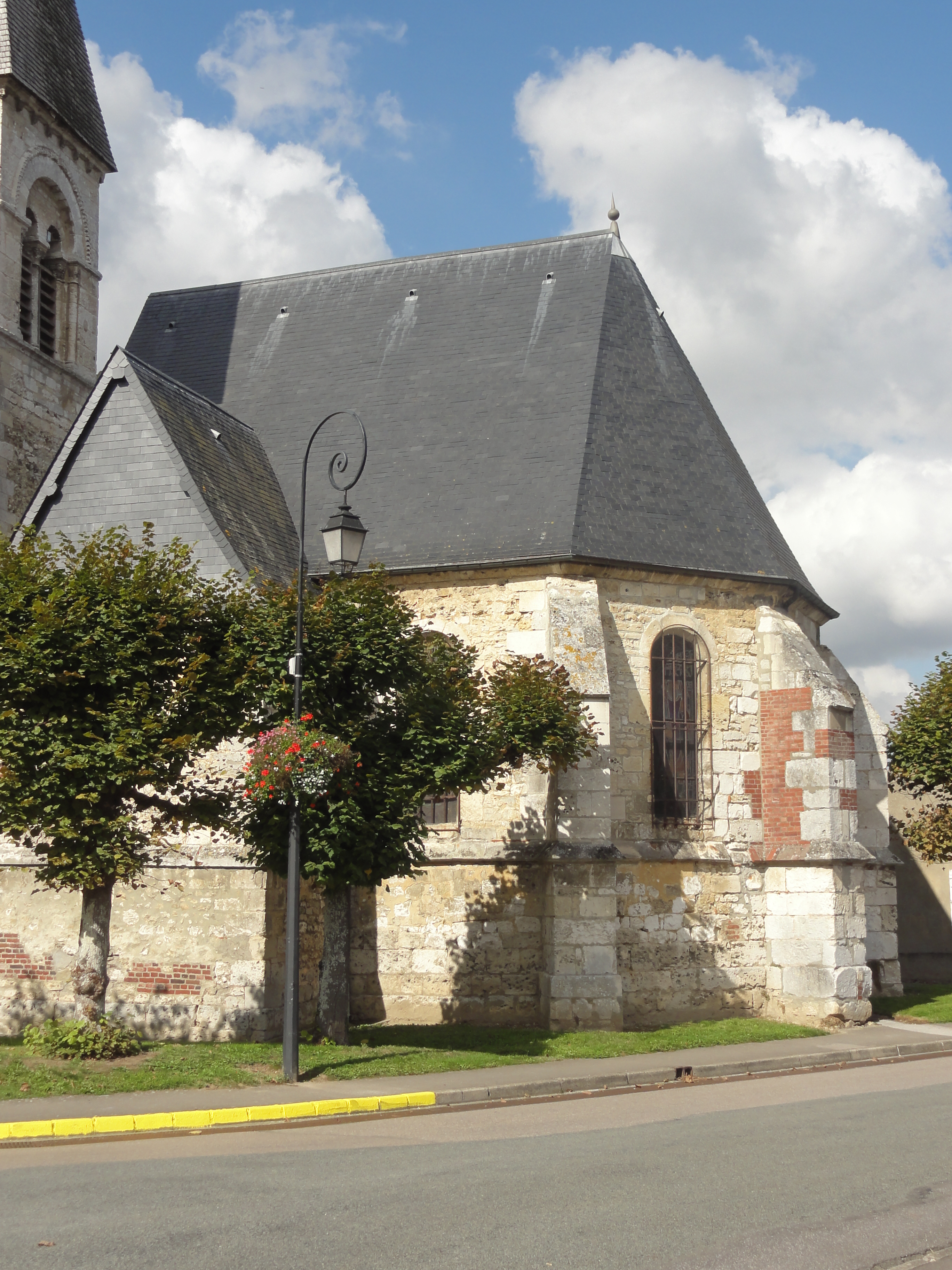
Chœur, vue depuis le sud.

## Vitraux

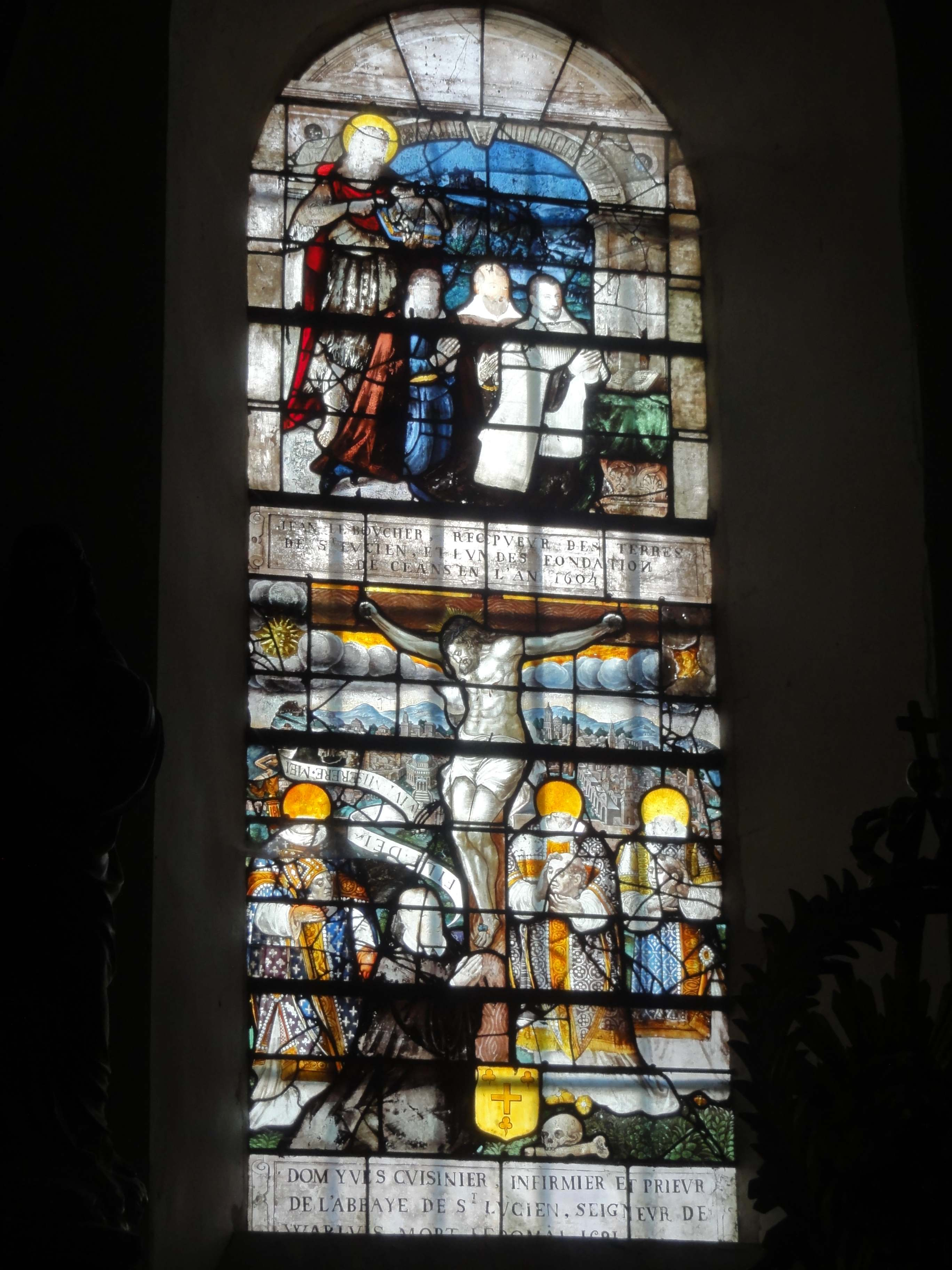
Vitrail d'axe du chevet.

Parmi le mobilier de l'église, seul le vitrail d'axe du chevet est classé monument historique au titre objet. Était également classé, un fauteuil de style Louis XVI datant du XVIIIe siècle. Il a été vendu indûment par l'association paroissiale, et passe pour disparu. — Le vitrail mesure 85 cm de largeur et 300 cm de largeur. Il se compose de deux registres superposés, dont chacun comporte en bas la légende des donateurs : « JEAN LE BOUCHER, RECEPVEVR DES TERRES DE ST LVCIEN, ET LVN DES FONDATION DE CEANS EN L'AN 1604 » et « DOM YVES CVISINIER, INFIRMIER ET PRIEVR DE L'ABBAYE SAINT-LVCIEN, SEIGNEVR DE WARLUIS, MORT LE 20 MAI 1591 ». Les scènes sont peints sur verre blanc, en utilisant largement la technique de la grisaille. Du verre coloré, en rouge et bleu, a uniquement été utilisé dans le panneau supérieur. Celui-ci représente trois donateurs agenouillés en prière devant un pupitre, dont Jean Le Boucher, et, derrière eux, tout à gauche, saint Jean-Baptiste, qui désigne de son doigt l'agneau qu'il porte de son bras droit.
Les quatre personnages sont placés devant une arcade en plein cintre, par laquelle s'ouvre la vue sur un paysage avec un lac, des collines et un village dominé par un château. Le registre inférieur représente le Christ en croix entre le soleil et la lune. Le donateur, dom Yves Cuisinier, est agenouillée en prière au pied de la croix, à gauche. Un phylactère sort de sa bouche. On y lit, à l'envers, « Fili Dei / vivi miserere mei ». Derrière lui, se tient saint Lucien céphalophore en tenue épiscopale. À droite, l'on voit deux saints céphalophores aux têtes tonsurées. L'un est vêtu d'une dalmatique, et l'autre d'une dalmatique et d'une chasuble. Il s'agit probablement de diacres disciples de saint Lucien. L'on note que les auréoles des trois saints se situent au-dessus de leurs cous, et non autour de leurs têtes. Au-dessus des auréoles, et en dessous des nuées alignées sous les bras de la croix, la vue s'ouvre sur une ville orientale, dont plusieurs toitures sont couronnées du croissant. La représentation de la ville surprend par richesse des détails et par la justesse de la perspective. La verrière est classée depuis novembre 1912. Le dossier de protection commet l'erreur de qualifier dom Yves de cuisinier ; or, le comte d'Elbée précise qu'il s'agit de son nom de famille. Comme signalée dans le contexte de l'histoire de la paroisse, infirmier est le titre du régisseur de l'exploitation agricole et de l'hôtel-Dieu que l'abbaye Saint-Lucien entretient à Warluis.
La plupart des autres fenêtres sont également pourvues de vitraux polychromes :
- À gauche et à droite de la baie d'axe de l'abside, l'on trouve deux vitraux hagiographiques. Celui de gauche (n° 1) représente Guillaume de Gaudechart, croisé en 1191, à genoux aux pieds de saint Guillaume, son patron. Il tient dans ses mains la maquette d'une abbaye, qui symbolise les dons qu'il fit aux abbayes avant de partir en croisade. Le vitrail de droite (n° 2) représente saint Lucien en tenue épiscopale, le cou transpercé horizontalement par une épée pour indiquer la sort dont il mourut en martyr. Ces deux verrières ont été offertes en 1868 par le marquis Albéric de Gaudechart[19].
- Au nord et au sud de l'abside, l'on trouve deux vitraux narratifs néo-gothiques du style de l'époque de saint Louis. Chacun comporte trois médaillons superposés dans un encadrement ornemental, avec la prédominance du bleu, du rouge et du vert caractéristique du XIIIe siècle. La verrière du nord (n° 3) illustre, du haut bas vers le haut, la prédication de saint Jean-Baptiste dans le désert ; la danse d'Hérodiade devant Hérode Antipas (en réalité ce fut Salomé qui dansa) ; et la décollation de saint Jean-Baptiste. La verrière du sud (n° 4) montre, du haut bas vers le haut, saint Louis instruisant ses enfants ; son embarcation pour la croisade en 1244 ; et saint Louis sur son lit de mort en Palestine (en réalité il mourut à Tunis). En bas des deux verrières figurent les écussons des familles des Courtils de Merlemont et de Bouthilliers-Chavigny. Elles ont été offertes en 1868 également par le comte de Merlemont, à l'occasion de son mariage[13].
- Le vitrail de la chapelle Saint-Joseph (n° 5) raconte un épisode de la vie de saint Paul, quand il échut sur l'île de Malte et fut piqué par une vipère, au moment où les habitants venaient d'allumer un feu pour sécher ses vêtements. Saint Paul jeta la bête venimeuse dans les flammes et ne ressentit aucun mal de sa morsure, ce qui frappa d'étonnement tous les assistants. Dans le médaillon inférieur, l'on voit sainte Jeanne de Chantal, saint François de Sales et saint Vincent de Paul. La verrière a été offerte par la comtesse de Muyssart, née des Courtils de Merlemont, à l'occasion de son mariage[20] (sans illustration).
- La verrière de la chapelle de la Sainte-Vierge (n° 6) comporte un unique médaillon néo-gothique dans un cadre de grisailles. Il est inspiré de La Vierge à la chaise de Raphaël. Il a été offert par Mlle Georgette-Marie de Gaudechart, vicomtesse d'Hardivilliers[13] (sans illustration).
- Le troisième vitrail au sud de la nef (n° 8) ne comporte également qu'un unique médaillon néo-gothique au milieu de grisailles. Le sujet est l'Éducation de la jeune Vierge Marie par sainte Anne, sa mère. Ce vitrail a été donné à l'église le 16 septembre 1861 par M. et Mme Le Mareschal. C'est la plus ancienne verrière de l'église après celle du chevet[21].
- La première verrière au sud de la nef (n° 12) est de style néo-Renaissance. Elle est intitulée « D'Elbée célèbre les fêtes de Pâques à Saint-Pierre de Cholet et rend les églises au culte catholique 31 mars 1793 ». Le titre induit en erreur : on y voit le général François Henri d'Elbée de La Sablonnière assistant à une messe célébrée par l'abbé Jean-Pierre Boisnaud (1748-1805). La verrière est la copie de l'un des vitraux d'un cycle sur la guerre de Vendée que le vitrailliste Jean Clamens, d'Angers, confectionna pour l'église Saint-Pavin du Pin-en-Mauges entre 1895 et 1899. Elle a été offerte le 31 mai 1899 par le comte d'Elbée.

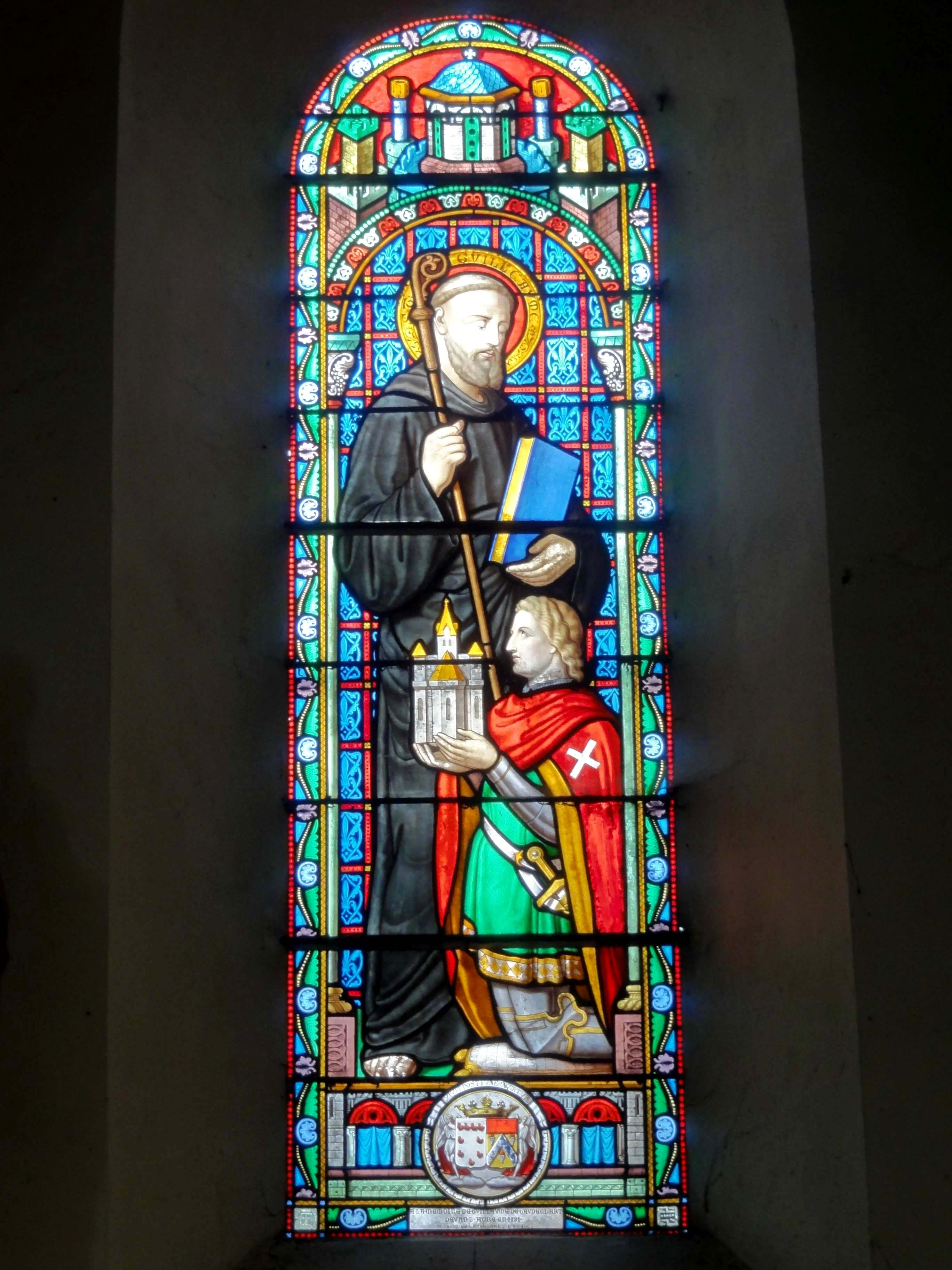
Verrière n° 1 - Guillaume de Gaudechart.
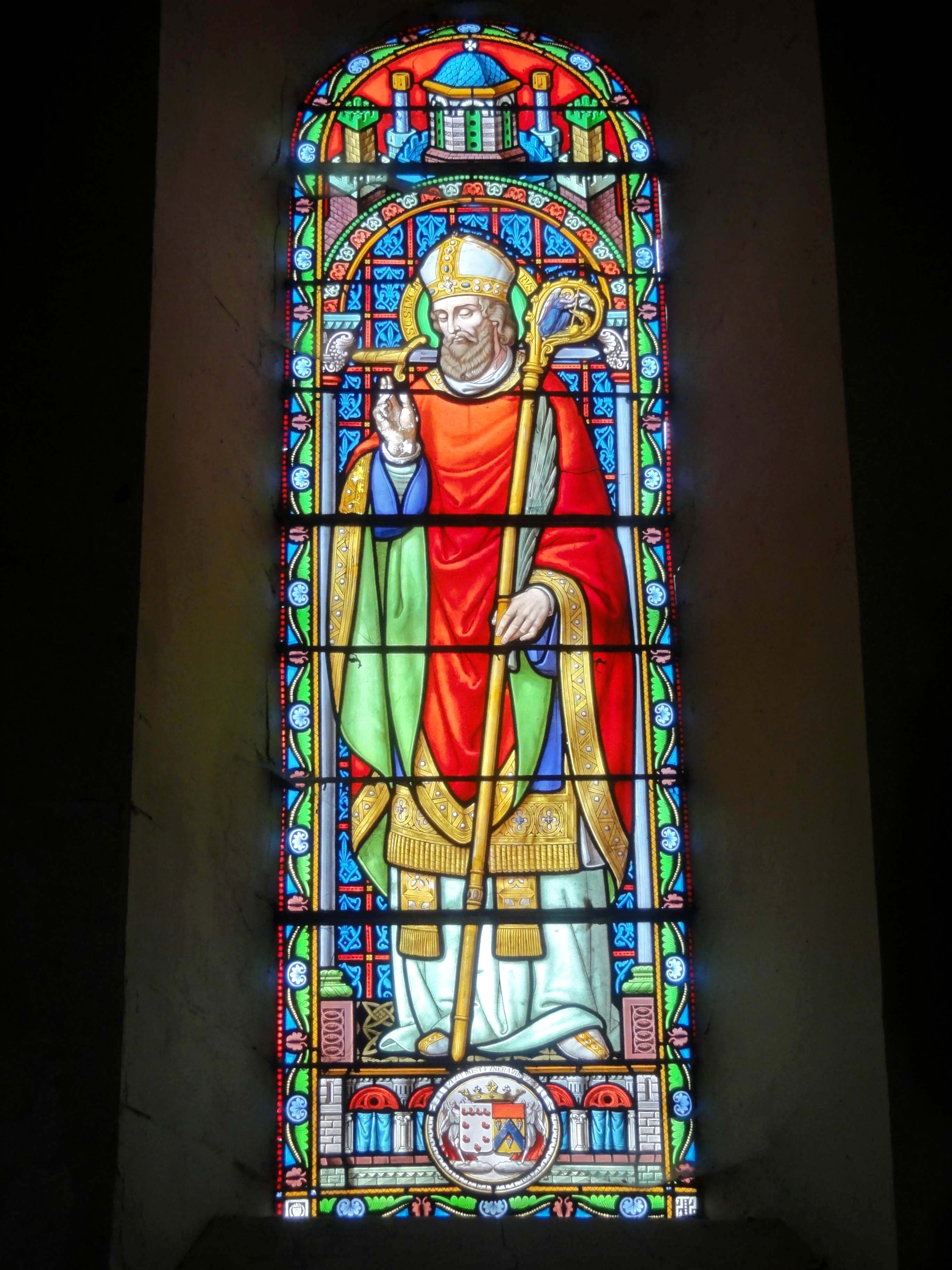
Verrière n° 2 - saint Lucien.
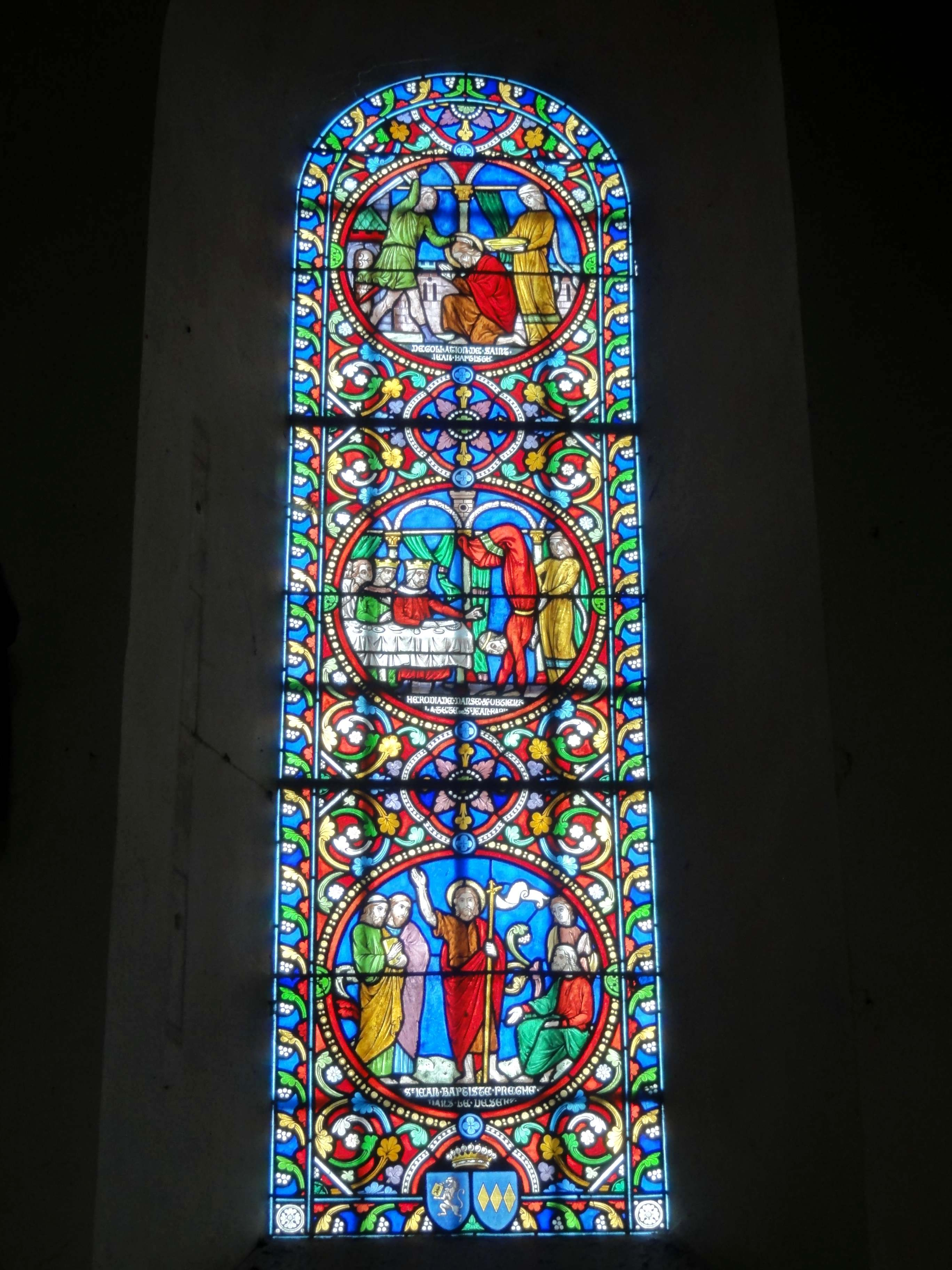
Verrière n° 3 - saint Jean-Baptiste.
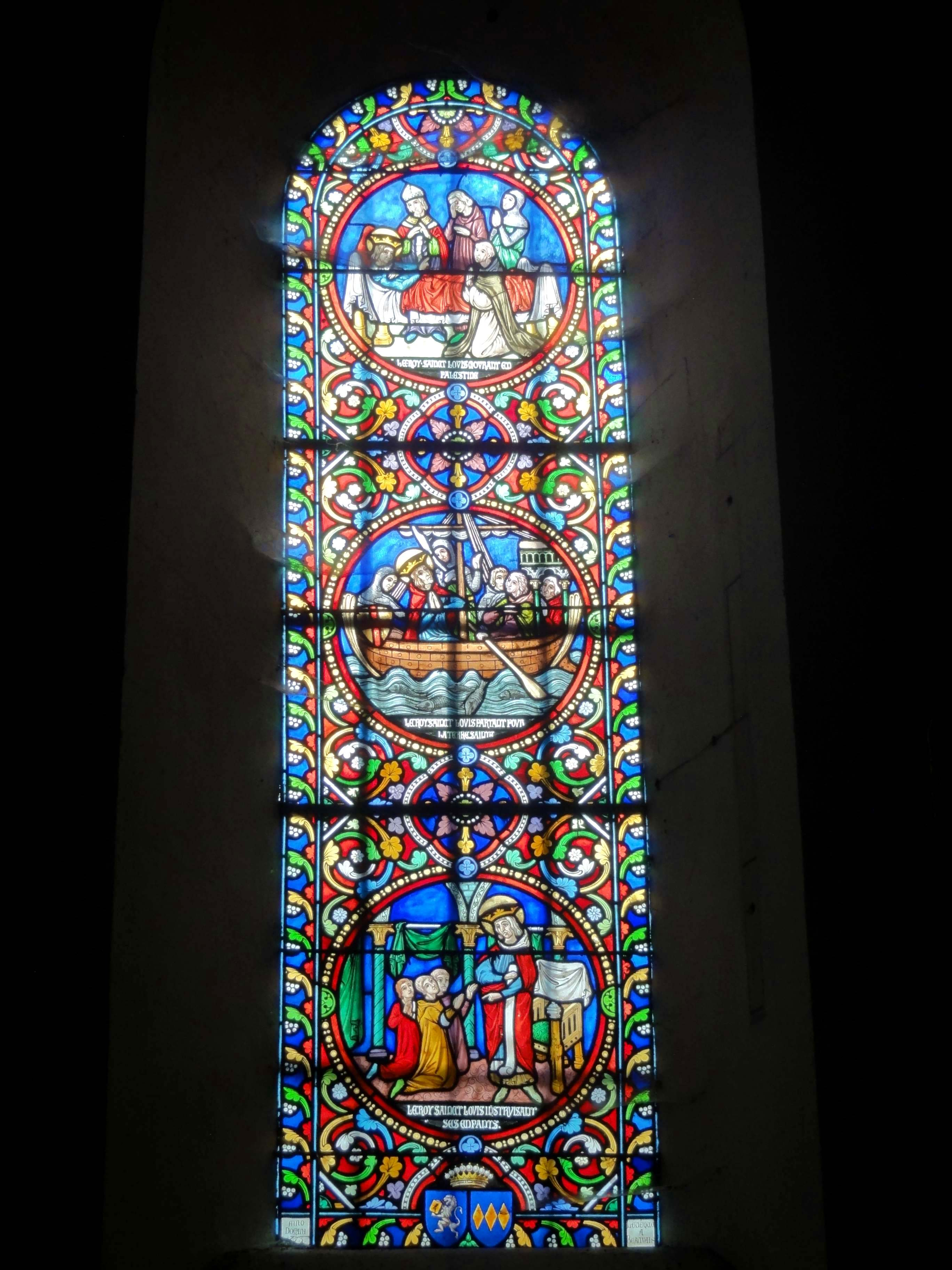
Verrière n° 4 - saint Louis.
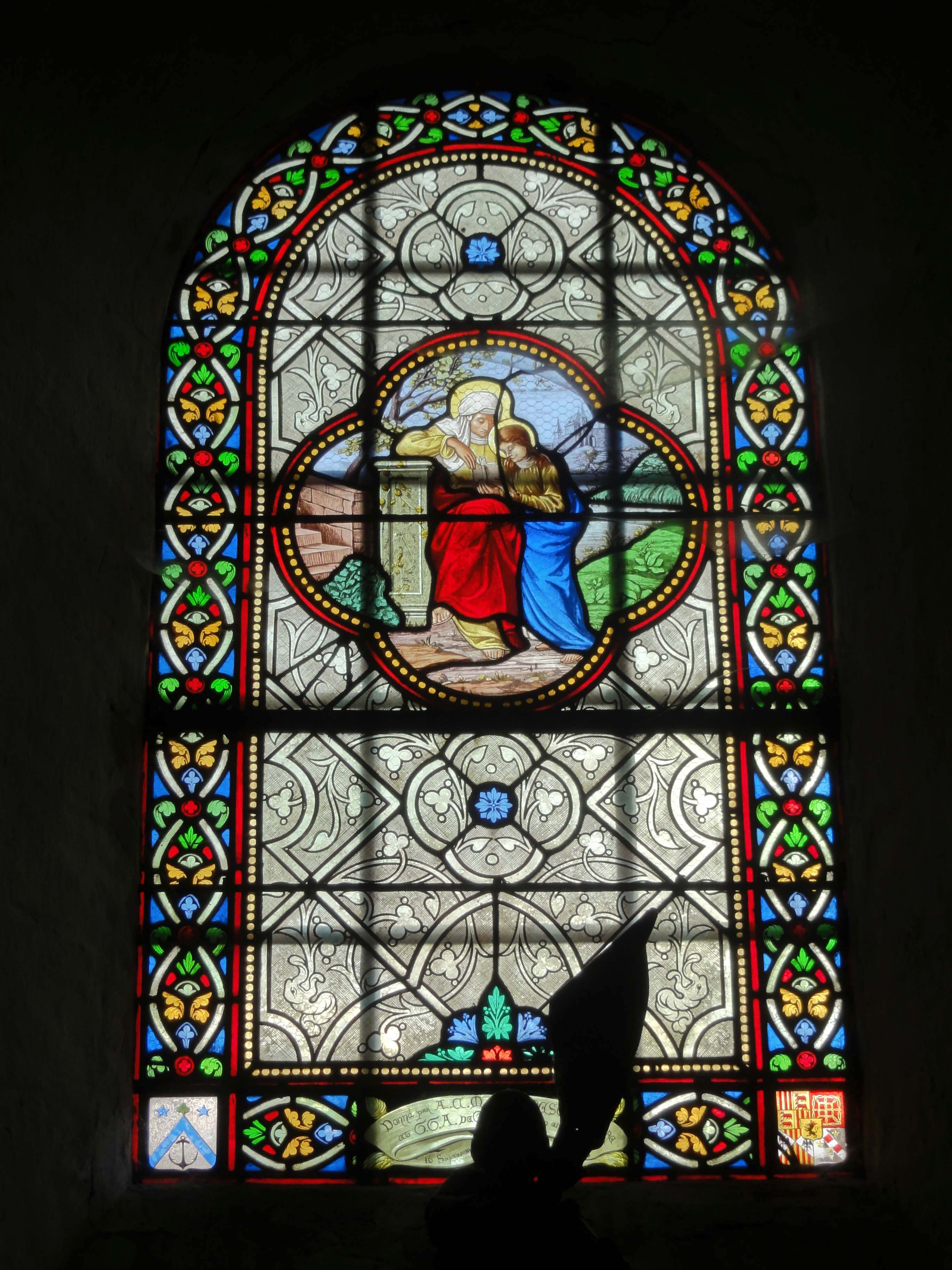
Verrière n° 8 - Éducation de la Vierge.
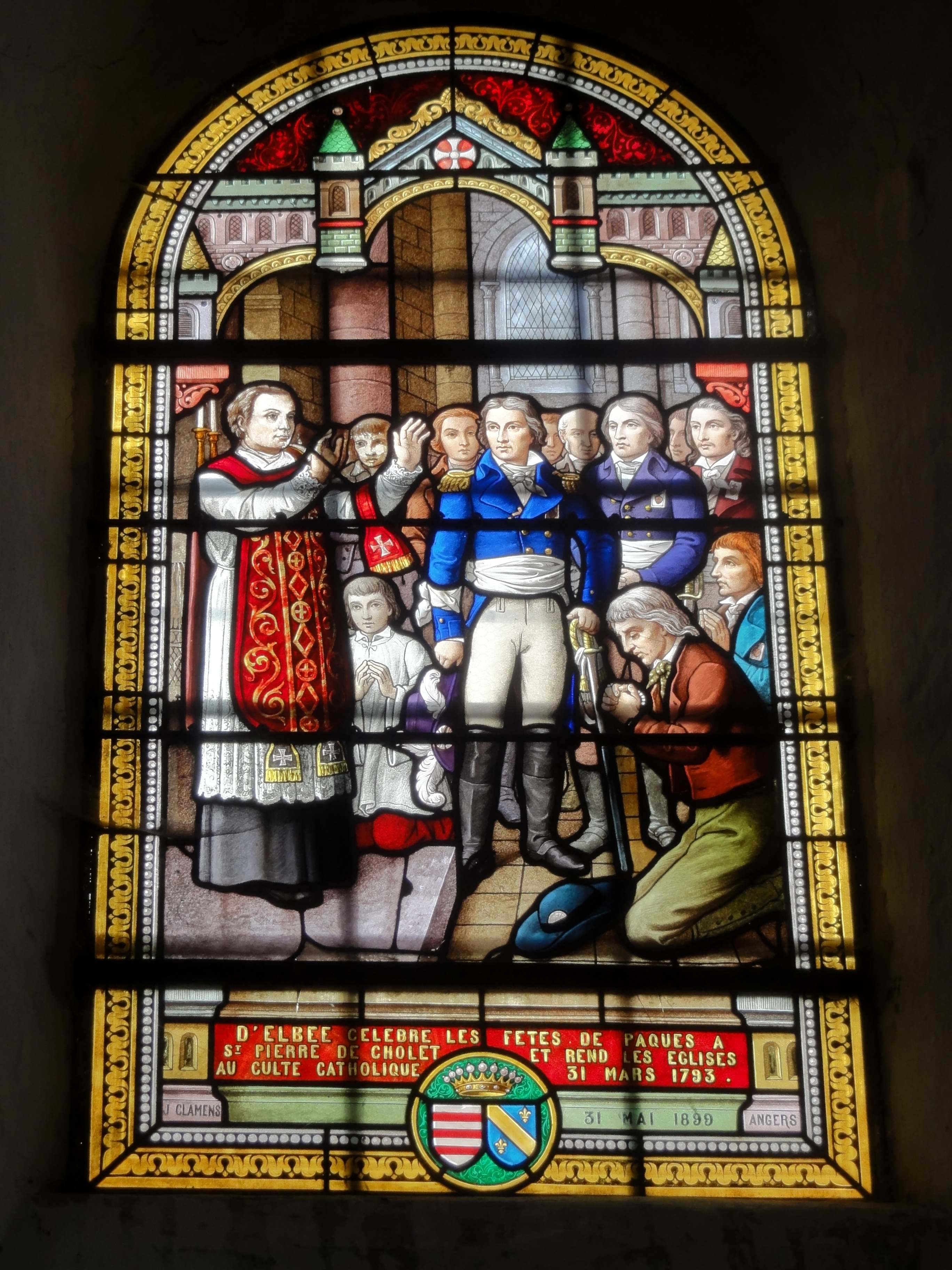
Verrière n° 12 - général François d'Elbée.